# Episodi di Person of Interest (prima stagione)
(Monologo di apertura di Harold Finch presente nella maggior parte degli episodi della prima stagione.)
La prima stagione della serie televisiva Person of Interest, composta da 23 episodi, fu trasmessa in prima visione negli Stati Uniti d'America dall'emittente CBS dal 22 settembre 2011 al 17 maggio 2012.
In Italia è stata trasmessa in prima visione sul canale pay Premium Crime, della piattaforma Mediaset Premium, dal 27 aprile 2012. Contemporaneamente, Mediaset ha reso disponibile anche free to air su Italia 2 il primo episodio della stagione. La trasmissione completa in chiaro è avvenuta invece su Italia 1 dal 16 settembre al 21 dicembre 2012.
Nei paragrafi dedicati a ciascun episodio sono indicate le "persone d'interesse" principali, le identità dei quali sono solitamente mostrate in anticipo nelle sigle di apertura di puntata. Sono, inoltre, segnalate le eventuali presenze di flashback e le occasionali anomalie riguardanti le sigle dei rispettivi episodi.
| n° | Titolo originale   | Titolo italiano              | Prima TV USA      | Prima TV Italia |
| -- | ------------------ | ---------------------------- | ----------------- | --------------- |
| 1  | Pilot              | La macchina della conoscenza | 22 settembre 2011 | 27 aprile 2012  |
| 2  | Ghosts             | Una voce dal passato         | 29 settembre 2011 | 27 aprile 2012  |
| 3  | Mission Creep      | Il reduce                    | 6 ottobre 2011    | 4 maggio 2012   |
| 4  | Cura Te Ipsum      | Cura te ipsum                | 13 ottobre 2011   | 4 maggio 2012   |
| 5  | Judgement          | Il giudizio                  | 20 ottobre 2011   | 11 maggio 2012  |
| 6  | The Fix            | Corruzione                   | 27 ottobre 2011   | 11 maggio 2012  |
| 7  | Witness            | Il testimone                 | 3 novembre 2011   | 18 maggio 2012  |
| 8  | Foe                | Oltre il muro                | 17 novembre 2011  | 18 maggio 2012  |
| 9  | Get Carter         | Gli occhi su Carter          | 8 dicembre 2011   | 25 maggio 2012  |
| 10 | Number Crunch      | Quattro numeri               | 15 dicembre 2011  | 25 maggio 2012  |
| 11 | Super              | Super                        | 12 gennaio 2012   | 1º giugno 2012  |
| 12 | Legacy             | Il passato alle porte        | 19 gennaio 2012   | 1º giugno 2012  |
| 13 | Root Cause         | Il sistema violato           | 2 febbraio 2012   | 8 giugno 2012   |
| 14 | Wolf and Cub       | Il lupo e l'agnello          | 9 febbraio 2012   | 8 giugno 2012   |
| 15 | Blue Code          | Il codice blu                | 16 febbraio 2012  | 15 giugno 2012  |
| 16 | Risk               | Rischio                      | 23 febbraio 2012  | 15 giugno 2012  |
| 17 | Baby Blue          | La piccola Leila             | 8 marzo 2012      | 22 giugno 2012  |
| 18 | Identity Crisis    | Crisi d'identità             | 29 marzo 2012     | 22 giugno 2012  |
| 19 | Flesh and Blood    | I capifamiglia               | 5 aprile 2012     | 29 giugno 2012  |
| 20 | Matsya Nyaya       | La legge del più forte       | 26 aprile 2012    | 29 giugno 2012  |
| 21 | Many Happy Returns | Il rischio dei ricordi       | 3 maggio 2012     | 6 luglio 2012   |
| 22 | No Good Deed       | Niente buone azioni          | 10 maggio 2012    | 6 luglio 2012   |
| 23 | Firewall           | Apoteosi finale              | 17 maggio 2012    | 13 luglio 2012  |

## La macchina della conoscenza
- Titolo originale: Pilot
- Diretto da: David Semel
- Scritto da: Jonathan Nolan

### Trama
La serie si avvia con un flashback che riguarda un uomo, John Reese, insieme a una donna su un letto. All'epoca attuale, invece, nel 2011, Reese vive da senzatetto a New York. In un vagone della metropolitana, l'uomo viene attaccato da una banda di malviventi ma riesce a neutralizzare da solo i cinque teppisti. Condotto alla stazione di polizia dell'Ottavo Distretto, il barbone viene interrogato dalla detective Jocelyn "Joss" Carter, per poi essere liberato grazie ad un avvocato chiamato da Harold Finch. Mentre la detective Carter tenta di raggiungere il senzatetto, questi viene prelevato in auto e portato dal signor Finch, ricco e misterioso uomo sofferente di zoppia, che rivela di conoscere il passato dell'uomo. Reese era un agente della CIA, creduto morto dalla stessa agenzia, e in questi ultimi mesi stava cercando di suicidarsi. Harold afferma di possedere una lista di nomi di persone coinvolte in futuri episodi di violenza, ma che non gli è dato di sapere se saranno vittime o carnefici: dacché il lavoro che offre a Reese è di prevenire i crimini che commetteranno o che subiranno. Reese declina l'offerta di Finch, dandogli del pazzo. Ricercato dalla polizia, John cambia successivamente aspetto e si addormenta nella camera di un albergo. In una seconda analessi, una donna guarda la televisione con espressione incredula. Sullo sfondo, John le chiede cosa c'è che non vada.
Al suo risveglio, Reese si ritrova legato sul letto. Liberatosi, trova Harold ad aspettarlo. Quest'ultimo gli rivela che ha anche informazioni su Jessica, la sua ex fidanzata. Reese inizialmente lo attacca, ma Finch riesce a convincerlo ad aiutarlo nelle indagini su Diane Hansen, un'avvocatessa. Harold porta John al suo quartier generale, una biblioteca abbandonata, ufficialmente senza un proprietario. In seguito, l'ex agente CIA inizia le sue indagini sulla Hansen. Reese riesce a risalire a James Wheeler, un collega della donna, e a Lawrence Pope, un malvivente accusato d'aver assassinato i suoi amici per una storia di droga. Hansen è la rappresentante della pubblica accusa nel processo contro Pope: a deporre è chiamato il detective Lionel Fusco. Finch, intanto, aggiorna Reese: la Hansen è andata in prigione a parlare con Pope. Dalla conversazione tra Pope e la Hansen, ascoltata da Reese, si risale al fratello di quest'ultimo, Michael, testimone degli omicidi della gang: Michael ha raccontato tutto a Lawrence, il quale si è poi autoaccusato del delitto per proteggere il fratello.
In un terzo flashback, John rivela alla donna, Jessica, di aver abbandonato l'esercito. Dal televisore, scopriamo che le tre analessi sono ambientate l'11 settembre 2001, il giorno dell'attentato al World Trade Center di New York.
John scopre che Wheeler potrebbe essere coinvolto nel caso e, in seguito raggiunge Michael Pope, ma questi riesce a fuggire dopo che, tuttavia, l'ex agente gli ha infilato in tasca un cellulare per rintracciarlo. Successivamente Reese si reca al quartier generale della gang, capeggiata da Anton O'Mara, che lo aveva in precedenza aggredito, regolando definitivamente i conti con loro, ferendoli e derubandoli delle proprie armi. Finch segnala poi al collega che qualcuno ha trovato Michael Pope e ha intenzione di ucciderlo, facendo credere che sia stato un regolamento di conti tra gang; l'ex agente li anticipa, riuscendo a recuperare l'uomo e scoprendo che due detective corrotti del NYPD volevano ucciderlo: a capo di questi c'è James Stills della Sezione Narcotici. Stills e i suoi uomini ricevono le soffiate per le partite di droga, vanno agli incontri, uccidono tutti e rubano droga e soldi; inoltre, per incastrare Pope, hanno Fusco dalla loro parte.
Alla richiesta di spiegazioni da parte di Reese su come Finch ottiene la lista di persone coinvolte in crimini, il milionario inizia a spiegare che, dopo gli attentati dell'11 settembre 2001, ha creato per il governo un sistema informatico, chiamato La Macchina ("The Machine" in lingua originale). La Macchina, ideata inizialmente per prevedere soltanto attacchi terroristici collegandosi agli impianti di sorveglianza audiovisivi sparsi per tutto il territorio della Nazione, si è dimostrata in grado di prevedere tutti i crimini premeditati. Per tale motivo Harold aveva deciso di dividere i numeri di previdenza sociale delle persone esaminate dal sistema in "rilevanti" e "irrilevanti": quelli "rilevanti" sarebbero stati spediti alle agenzie governative di sicurezza, le quali hanno il compito di impedire gli attentati, e quelli "irrilevanti" sarebbero stati cancellati dalla Macchina ogni giorno a mezzanotte: tuttavia dei crimini sarebbero stati commessi, coinvolgendo come vittime o come colpevoli gli individui segnalati. Finch lo considera inaccettabile. I componenti hardware della Macchina sono custoditi dal governo in un luogo segreto, ma Finch riesce ad accedere alla lista dei crimini irrilevanti tramite un accesso secondario. Seppure scettico, Reese decide di continuare ad aiutare Harold. Un collega della Carter, intanto, aggiorna la donna sulla sparatoria che ha coinvolto O'Mara e i suoi uomini.
Il giorno seguente, Lawrence Pope viene ucciso nella sua cella, mentre la Hansen chiede un incontro con Stills. Dopo averla seguita, Reese assiste all'incontro. Sorpreso, Reese scopre che in realtà proprio la Hansen si era accordata con Stills e che dietro a tutto il complotto c'era lei: infatti la donna vuole la morte di Wheeler, venuto a conoscenza del piano criminoso. A questo punto Fusco sorprende John, portandolo dai colleghi. L'ex agente viene colpito da Stills e portato da Fusco fuori città per essere ucciso. Durante il tragitto, Reese chiede a Fusco di lavorare per lui, ma il poliziotto corrotto deride John. Questi riesce improvvisamente a liberarsi dalla prigionia e spara a Fusco, dopo essersi assicurato che questi indossi il giubbotto antiproiettile, grazie al quale si salva. Reese giunge a casa di Wheeler appena in tempo per salvarlo, uccide Stills e fa sì che il progetto criminale della Hansen salti fuori a sorpresa durante un processo. Parzialmente ripresosi, Fusco viene rintracciato da John: l'ex agente gli spiega che Stills è morto ed è nel portabagagli dell'auto del poliziotto, ucciso con la pistola di quest'ultimo, ma la polizia penserà che è in Messico, mentre i cartelli della droga penseranno che è in un programma protezione testimoni. Fusco è pertanto alla mercé di Reese, dovrà essere la sua "talpa" nella polizia se non vorrà essere incastrato per l'omicidio di Stills. Nel frattempo, Carter arresta uno degli scagnozzi del detective ucciso e lo interroga proprio su John.
- Principale "persona d'interesse": Diane Hansen (carnefice).
- Flashback: John Reese.
- Nota: in questo episodio non è presente il monologo di apertura stagionale.
- Guest star: Natalie Zea (Diane Hansen), Susan Misner (Jessica Arndt), James Hanlon (Detective James Stills), Chris Chalk (Lawrence Pope), William Sadler (Seamus O'Mara), Brian d'Arcy James (James Wheeler).
- Altri interpreti: Michael Drayer (Anton O'Mara), Jermaine Crawford (Michael Pope), Anthony Mangano (Detective Kane), Leon Addison Brown (Charles Robinson), Louis Vanaria (Detective Louis Azarello), Andrew Stewart Jones (Detective Doyle), Alfredo Narciso (Tecnico forense), Wolfgang Scheitinger (Henry Wheeler), Charlie Moss (Giudice C. Andrew Smith), Gregory Lay (Agente), Bruce MacVittie (Avvocato difensore), Kevin Murphy (Amico di Anton).

## Una voce dal passato
- Titolo originale: Ghosts
- Diretto da: Richard J. Lewis
- Scritto da: Greg Plageman e Jonathan Nolan

### Trama
Dopo aver salvato da alcuni sicari assoldati dalla moglie di questi un uomo di nome Bill, Reese pedina Finch per scoprire più informazioni sul suo conto, quando quest'ultimo chiama l'ex agente per assegnargli un'altra missione. Alla fine della telefonata John perde le tracce di Harold. Mentre la detective Carter continua ad indagare su Reese, noto ai poliziotti e alla donna semplicemente come "L'uomo con la giacca"  Harold espone il nuovo caso a John: il milionario ha ricevuto dalla Macchina il numero di previdenza sociale di Theresa Whitaker, una ragazza di 15 anni uccisa nel 2009.
Un flashback ci porta al 10 giugno 2002. Un collega e amico di Finch lo va a trovare, e questi all'epoca non è ancora zoppo. I due uomini hanno licenziato metà dei loro impiegati per iniziare il progetto della creazione della "Macchina": Finch ormai ha insegnato alla "Macchina" a "seguire gli abitanti" di New York; al sistema non resta che "selezionarli" per individuare i terroristi prima che agiscano e per questo lavoro ci vorranno ancora quattro o cinque anni.
Si ritorna al 2011. Harold aggiorna John: due anni prima il padre di Theresa Whitaker, Grant, imprenditore immobiliare in crisi, aveva condotto i suoi familiari ad una gita in barca, li uccise tutti e poi si suicidò; la polizia ritrovò tutti i corpi, tranne quello di Theresa. Reese decide di tornare a parlare con Fusco, chiedendogli di procurargli il file del caso. Letti i documenti, John comprende che Grant è in realtà stato ucciso da un killer professionista. Finch si reca invece, a parlare con Elizabeth Whitaker, moglie di Derek e zia di Theresa. Intanto, la detective Carter prosegue le sue indagini su John: l'ex agente della CIA compare tra le persone scomparse nel 2007 ma il suo file con i dati personali è stato rimosso dall'FBI. Derek Whitaker sembra essere scomparso, mentre Reese trova Theresa in un gruppo di skaters: clonando il cellulare di un ragazzo schedato dalla polizia, John la segue, e, scoperto, viene ferito dalla ragazza con un taglierino. Reese scopre, poi, che Harold lavora come ingegnere informatico all'IFT, una società di sua proprietà , conducendo una doppia vita. John comunica al collega che la ragazza è viva all'insaputa di tutti e che si guadagna da vivere clonando bancomat.
L'ex agente interroga un informatore di Fusco, che gli rivela il nome di un sicario su commissione, con cui Reese va a parlare in prigione: il killer ha ucciso tutti lasciando viva Theresa, perché non uccide i ragazzini. Finch scopre qualcosa: Grant Whitaker ha sempre trattato le compravendite privatamente, tranne che in un caso, quando comprò un paio di terreni in società con la holding Landale Financials. John e un nuovo sicario, nome in codice IRS, trovano Theresa: nello scontro tra i due Reese ha la meglio, ma l'assassino si salva grazie al suo giubbotto antiproiettile. Dopo aver raggiunto nuovamente Theresa, Reese la conduce in un albergo, dove arriva anche Finch. Si scopre, inoltre, che i terreni comprati da Grant e dalla Landale erano inquinati dal petrolio. Grant non si poteva permettere di comprarli, quindi Derek consigliò al fratello di acquistare gli appezzamenti assieme alla holding: dopo la bonifica, il prezzo dei terreni sarebbe salito, e l'erede della proprietà, una volta eliminata Theresa, sarebbe stato Derek.
Nel 2007, il collega di Finch scopre che La Macchina è in grado di rilevare qualsiasi tipo di crimine, e che quindi molte persone comuni, tra le quali Jessica Arndt, l'ex compagna di John, sono morte, quando potevano essere salvate. In questo momento, compresi i due creatori, solo otto persone al mondo sono a conoscenza dell'esistenza della "Macchina". Ogni giorno, a mezzanotte, La Macchina elimina la lista dei "crimini non rilevanti per la sicurezza nazionale".
Nel presente, il killer IRS, ingaggiato da Jimmy Calhoun, presidente della Landale, ha trovato Derek: sotto minaccia di morte, lo zio di Theresa decide di non rivelare dove si nasconde la ragazza, anche perché non lo sa, ma viene comunque ucciso. La squadra di Carter è chiamata per l'omicidio e comincia ad indagare su Theresa. Poco dopo, da una telefonata di Theresa alla zia, il sicario scopre in quale albergo si nasconde la ragazza. IRS arriva a Theresa e a Harold, ma, poco prima di sparare viene freddato da Reese. In seguito, John si mette in contatto la detective Carter, chiedendole in incontro in un parco: la detective si porta dietro mezza squadra della polizia, ma ad aspettarla c'è solo Theresa, mentre Reese e Finch seguono il tutto poco distanti. Calhoun viene arrestato da Fusco e da altri agenti della polizia. La ragazza decide di non rivelare nulla su Harold e John e va ad abitare da zia Elizabeth, ignara del fatto che Theresa fosse ancora viva. Infine, Finch decide di abbandonare il suo lavoro di copertura all'IFT. Si scopre che Harold ha cofondato la compagnia con il suo amico e che quest'ultimo è morto nel 2010.
- Principale "persona d'interesse": Theresa Whitaker (vittima).
- Flashback: Harold Finch.
- Guest star: Brett Cullen (Nathan Ingram), Ritchie Coster (IRS), Molly Price (Elizabeth Whitaker), Valentina de Angelis (Theresa Whitaker), Danny Mastrogiorgio (Derek Whitaker), Remy Auberjonois (Jimmy Calhoun), Randall Newsome (Assessore).
- Altri interpreti: Al Sapienza (Detective Raymond Terney), Anthony Mangano (Detective Kane), Michael Medeiros (Solnick), Conor Romero (Deacon Page), Leigh Zimmerman (Sasha), Fred Arsenault (Winston), John Hillner (Bill).

## Il reduce
- Titolo originale: Mission Creep
- Diretto da: Steven DePaul
- Scritto da: Patrick Harbinson

### Trama
Finch e Reese indagano su Joseph "Joey" Durban, ex Marine ritornato dall'Afghanistan. L'uomo lavora come portiere in un palazzo nel centro di New York ed è fidanzato con Pia Moresco. John segue Durban mentre sta entrando in banca: qui, l'ex marine compie una rapina assieme ad altri tre complici.
12 febbraio 2006: in un aeroporto Reese viene raggiunto dalla sua ex compagna, Jessica.
Si ritorna al presente. Joey consegna diversi soldi a una donna. In seguito, un tassista consegna dei soldi a Durban: il tassista è un ex Marine della stessa unità di Durban, oltre ad essere uno dei suoi complici. Harold scopre che Willis, il tassista, si è fermato nel locale di Sam Latimer, veterano della guerra del Golfo, nonché capo della banda. Per far sì che John s'infiltri nel gruppo, Finch gli procura una storia di copertura. Nel frattempo, l'informatico riesce a incastrare Willis, facendolo arrestare dal NYPD a causa di diverse armi nel portabagagli, messe dallo stesso Harold. Intanto, la Carter viene aggiornata dal detective Molina sull'"uomo con la giacca": un individuo corrispondente alla sua descrizione era presente nella banca rapinata, e, dato che i rapinatori sono ex membri dell'esercito, Reese è sospettato di essere uno dei complici. Con l'arresto di Willis, Latimer chiama Reese, noto alla banda come Tony: l'ex agente della CIA era stato accettato, dopo un po' di scetticismo, come nuovo membro.
12 febbraio 2006: si scopre che Jessica non ha aspettato il ritorno di John dalle sue missioni con la CIA, fidanzandosi con un altro uomo, Peter.
Il detective Molina aggiorna nuovamente la detective Carter: la banda si è resa responsabile di dodici colpi, non hanno mai ucciso, ed escono sempre dopo circa un minuto. Pedinando Joey, Reese scopre che la donna, pagata dall'uomo, ha una figlia. John riesce a parlare con Durban, e, dopo aver finito con lui, si reca a spiare gli altri membri della banda. Uno dei membri, Straub, chiede a Latimer più soldi per risolvere i suoi debiti di gioco: il capo della gang gli promette un grosso colpo che può fruttargli 50 000 dollari. Quando Straub avrà saldato il debito, potrà uscire dal gruppo. Nel frattempo, all'Ottavo Distretto, il detective Molina risale a Teddy Dalloway, ex Marine e complice di Durban e di Straub nelle rapine. Durante la serata, Reese è costretto a compiere una rapina in una bisca clandestina, ma la polizia, guidata da Molina e dalla Carter, ha rintracciato Dalloway e con lui anche il resto della banda. Harold avverte il proprio agente dell'arrivo della polizia e John avvisa i rapinatori, che sono costretti a fuggire con un malloppo esiguo. La detective Carter e Molina giungono sul posto con qualche secondo di ritardo.
Nella mattinata seguente, Latimer ordina a Straub di uccidere Reese al termine del successivo colpo. Durban confida a John che, dal suo ritorno in patria, egli finanzia economicamente la vedova e la figlia di Frank Stephens, ex Marine ucciso in Afghanistan dopo essere andato in missione al posto di Joey. Reese va anche a parlare con Pia Moresco. Frattanto, la detective Carter aggiorna Molina: due ex Marine, Platt e Santos, un tempo compagni di rapine di Latimer, sono stati uccisi; dopo quattro o cinque rapine, infatti, il veterano decide di uccidere parte della propria banda, reclutando altri membri. Latimer parla con uno scagnozzo del suo capo: la banda deve fare una rapina al deposito prove della polizia; in cambio gli uomini avranno $ 50.000 a testa per la riuscita del colpo. Finch scopre che Latimer ha deciso di far fuori l'intera banda e si precipita nel deposito prove, riuscendo ad anticipare i rapinatori. I criminali arrivano sul posto, riuscendo a entrare facilmente: mentre John e Dalloway tengono d'occhio Finch e i poliziotti, Durban e Straub vanno a prelevare una prova situata nel deposito. Quando stanno per uscire dall'edificio, Dalloway viene colpito e ferito da un colpo di pistola sparato da uno dei poliziotti. Il gruppo riesce a uscire, ma la polizia è allertata: giunto al furgone, Straub viene ucciso da Latimer, il quale fa fuori anche Dalloway. Reese e Durban escono illesi: l'ex agente consiglia all'ex marine di fuggire dalla città, perché alla fine la polizia riuscirà a risalire a lui. Poco dopo la detective Carter, prendendo la radio di Dalloway, comunica con John, dicendogli che continuerà a cercarlo. La Carter ed il detective Molina si recano al deposito delle prove, dove incrociano Harold, e scoprono che i rapinatori hanno prelevato il fascicolo nominato "Elias, M." Reese, infine, trova Latimer morto: il suo misterioso capo l'ha eliminato.
12 febbraio 2006: Jessica è ancora disposta a lasciare Peter, se Reese le dirà di aspettarlo al suo ritorno dal lavoro alla CIA, ma Reese, pur volendo stare con lei, non dice nulla e la donna se ne va.
- Principale "persona d'interesse": Joseph "Joey" Durban (vittima).
- Flashback: John Reese.
- Guest star: James Carpinello (Joey Durban), Keith Nobbs (Straub), Vincent Laresca (Detective Molina), Susan Misner (Jessica Arndt), Lili Mirojnick (Pia Moresco), Charles Borland (Banchiere), Ruben Santiago-Hudson (Sam Latimer).
- Altri interpreti: Rey Lucas (Willis), Akintola Jiboyewa (Teddy Dalloway), Jose Ramon Rosario (Poliziotto), Gregory Jones (Banchiere), Rick Zahn (Agente).

## Cura te ipsum
- Titolo originale: Cura Te Ipsum
- Diretto da: Charles Beeson
- Scritto da: Denise Thé

### Trama
L'episodio si inizia con le presunte ultime parole di una donna in punto di morte. Poco dopo la scena si sposta in un ospedale nel quale si vede Finch ricoverato: il milionario finge di avere un problema alla schiena per farsi curare da Megan Tilman, una dottoressa alla quale sostituisce il cercapersone dopo aver manipolato una telecamera. La Macchina ha inviato alla squadra proprio il numero della donna. Spiandola, Reese scopre che, dopo il lavoro, la Tilman si reca in un locale, dove passa tutta la serata: qui Reese nota un tizio che ha già incrociato la Tilman durante la giornata, Andrew Benton. L'uomo porta con sé benzodiazepine, psicofarmaco spesso usato dagli stupratori. John, parlando con il barista, scopre che la Tilman si reca spesso nel locale, in pratica non dorme quasi mai. Indagando su Benton, Harold risale sia alla sua professione, quella di banchiere d'investimenti, che alle accuse per stalking, molestie e abusi sessuali per le quali non è mai stato incriminato. Secondo l'ipotesi di Reese, Benton sta puntando la dottoressa Tilman come prossima vittima. Dopo essere entrato nella casa di Benton, Reese copia i dati del suo PC in una chiavetta ed esce.
All'Ottavo Distretto, la Carter continua a riguardare i filmati della precedente rapina effettuata in un deposito prove del NYPD, notando una breve conversazione fra John e Harold. La Carter risale a Norman Burdett, l'identità fittizia usata da Finch in quell'occasione. Nel frattempo, Lionel Fusco è raggiunto da alcuni membri del cartello dei Torero di Sinaloa: Stills aveva rubato 1 000 000 di dollari in cocaina al cartello, ma ora ha fatto perdere le sue tracce , e che il resto dei suoi uomini è in prigione, arrestati dal detective Carter. Nel frattempo Lionel è costretto a restituire i soldi al cartello, nonostante lui non li abbia. Nella serata, John segue nuovamente la Tilman nel solito bar; la donna viene raggiunta da Benton, che tenta di portarla a casa sua, ma la Tilman trova una scusa e lo respinge. Non convinto dal colloquio, Reese continua a seguire la Tilman: la dottoressa spia Benton, quindi l'ex agente capisce che in realtà è la donna a insidiare il banchiere.
In mattinata, John raggiunge Fusco per ottenere il file su Benton: in cambio del fascicolo, Lionel chiede a Reese di proteggerlo dal cartello ma l'ex agente si rifiuta, minacciando il poliziotto di farlo incriminare, rimpiazzandolo. Grazie al file su Benton, Harold e John risalgono al movente della Tilman: nel 1996, Benton, dopo averla drogata, aggredì sessualmente Gabrielle Tilman, ma la ragazza lo denunciò solo dopo due giorni: gli esami tossicologici erano stati negativi per cui Benton era tornato in libertà. La ragazza morì poi nel 1997 suicidandosi con un'overdose. In seguito, Burdett/Finch accoglie la Carter presso un'abitazione di copertura: nonostante l'iniziale scetticismo della donna, Norman/Harold la convince di non conoscere "l'uomo con la giacca". John, intanto, si mette sulle tracce di un nuovo poliziotto da ricattare. Il giorno dopo, l'ex agente continua a seguire la Tilman, riuscendo ad avere un colloquio con lei durante una riunione di un gruppo di sostegno: come con Benton, la Tilman si presenta a Reese come Kate Leeman. Finch risale a questa identità fasulla, scoprendo che esiste a suo nome una casa a Mount Hawke: entrato nell'abitazione, John scopre che la dottoressa ha organizzato un dettagliato piano omicida, conservando una quantità tale di soda caustica da far sparire in poco tempo il cadavere di Benton. Ritenendo che, anche se la Tilman riuscisse nel suo piano, il senso di colpa per l'omicidio di Benton la distruggerebbe, Reese decide di passare al "piano B".
L'ex agente finge di voler aiutare Fusco a sbarazzarsi dei membri del cartello della droga. Tuttavia, invece di ucciderli, Reese li neutralizza, rubando loro un ulteriore quantitativo di droga. Trovato Benton, John lo stordisce e lo porta alla stazione di polizia con la droga rubata. Nonostante ciò, la mattina dopo il banchiere è già fuori dell'edificio, grazie ai suoi avvocati. Durante la sera, la Tilman decide di agire, recandosi presso l'appartamento di Benton: Reese dovrebbe intervenire, ma è sorpreso dai membri del cartello, che lo stordiscono. Sentitosi tradito da John, Lionel decide di "vendere" l'ex agente ai membri del cartello. Nel frattempo, Benton giunge alla sua abitazione, che trova aperta, ed entratoci, viene prima colpito con un taser dalla dottoressa, e poi portato su un furgone verso la casa di Mount Hawke. Contemporaneamente, Reese riesce a liberarsi dalla prigionia dei Torero, neutralizzando nuovamente i criminali. L'ex agente raggiunge la Tilman e la ferma, convincendola a consegnargli le chiavi del furgone, con Benton all'interno. Il mattino successivo, Fusco viene trasferito nel distretto della detective Carter, proprio di fronte alla sua scrivania: si scopre che l'altro poliziotto che John ha spiato, fotografandolo con delle prostitute, è appunto il capo distretto della Carter. Questi, ricattato da Reese, è stato costretto ad assegnare il posto a Lionel. Nella casa della Tilman/Leeman a Mount Hawke, Reese libera Benton, costringendolo a un faccia a faccia: Reese chiede a Benton cos'è meglio fare, se lasciarlo sopravvivere oppure che l'ex agente lo uccida. Il finale rimane in sospeso.
- Principale "persona d'interesse": Megan Tillman (carnefice).
- Guest star: Linda Cardellini (Dott.ssa Megan Tillman), Adam Rothenberg (Andrew Benton), Manny Perez (Diaz), Kristen Bush (Vicky).
- Altri interpreti: Anthony Magano (Detective Kane), John Fiore (Capitano Womack), Philip Hernandez (Uomo del cartello), Kim Sykes (Terapista), Brendan Titley (Infermiere), Almeria Campbell (Infermiera), Kevin Henderson (Uomo ubriaco), Sean McCarthy (Lee Fusco), Jorge Cordova (Agente).

## Il giudizio
- Titolo originale: Judgment
- Diretto da: Colin Bucksey
- Scritto da: David Slack

### Trama
L'episodio si apre in un parcheggio con un uomo travolto e ucciso da un'auto. Finch e Reese s'incontrano in un bar: Samuel Gates è il nuovo "numero" consegnato dalla Macchina. Gates è un giudice e ha un figlio, Samuel "Sam" Gates Jr., orfano di madre. Cristina Rojas è la baby-sitter del bambino. Seguendo il giudice, si scopre che ha diversi nemici. Da un cellulare, John intuisce che l'obiettivo di alcuni malviventi è rapire il figlio: l'ex agente arriva a casa Gates, dove viene sopraffatto da dei criminali, che lo feriscono e fuggono con il bambino. In seguito, il giudice viene contattato dai rapitori, e poco dopo raggiunto anche da Reese, con cui collabora da subito per cercare di risalire ai delinquenti. L'ex agente risale all'abitazione della Rojas, trovandola morta nel suo appartamento, sicuramente uccisa dai criminali.
All'Ottavo Distretto, la Carter inizia a indagare su Fusco: quest'ultimo arriva dal Cinquantunesimo Distretto, nel Bronx, uno dei più corrotti di New York. John contatta Lionel per iniziare a lavorare sul caso Gates. Successivamente pedina uno dei rapitori, membro di una gang dell'Europa orientale, riuscendo a neutralizzarlo. La Carter, intanto, viene chiamata sulla scena del crimine dell'omicidio Rojas. In seguito, i malviventi contattano nuovamente il giudice: a loro non interessano soldi, bensì il caso di Angela Markham contro la Procura di Stato. I criminali vogliono che lo Stato perda, altrimenti Sam sarà ucciso. Angela Markham è la PR di una società d'informatica che sei settimane prima si è ubriacata, investendo un suo collega: l'accusa è di omissione di soccorso. Reese parla con Leon Turski, il delinquente che ha neutralizzato, ma non gli rivela nulla. Fusco, nel frattempo, decide di aiutare la Carter nel caso Rojas.
Al tribunale, Harold segue le mosse del giudice Gates. John ottiene, invece, da Turski un indirizzo, dove viene pagato dai suoi capi. Durante il processo, Gates accoglie le obiezioni dell'avvocato della Markham, tra lo stupore del pubblico ministero Monica Ramirez. Ascoltando una chiamata dell'accusata, Finch capisce che la donna lavora con il capo della gang. Arrivato all'indirizzo indicatogli, Reese neutralizza Drost, un altro criminale, e scopre che in una stanza la banda sta riciclando denaro: l'ex agente decide di rubare 500 000 dollari. Harold, intanto, scopre che la società per la quale lavora la Markham crea programmi per le banche affinché trovino il denaro sporco in circolazione, e due anni fa è stata responsabile dell'installazione di un sistema di anti-riciclaggio. Alla OneState Bank, il milionario raggiunge una postazione dalla quale riesce a scoprire che, ogni mattina, la Markham disabilita il software della banca per tre minuti, durante i quali vengono versati diversi milioni di dollari. John, nel frattempo, interroga i due membri della banda che ha catturato, riuscendo a ottenere il nome del loro capo: Jarek Koska. Contemporaneamente, Lionel lo avvisa di aver scoperto la società con cui Koska ricicla illegalmente i propri soldi: la Coldfield Holdings.
Mentre Reese tenta di trovare e di salvare Sam, Finch assiste all'assoluzione della Markham dalle accuse. La donna però, all'uscita dal tribunale viene rapita da Reese. All'incontro tra Gates e Koska, il criminale sta per uccidere sia il giudice che suo figlio, ma John si presenta con Markham in ostaggio. Harold, inoltre, ha trasferito tutto il denaro dei clienti di Koska su un conto offshore: Reese annuncia al boss che, se non lascerà andare i Gates, il suo collega notificherà ai clienti che hanno perso tutti i soldi e che è stato Koska a rubarli. Nonostante ciò, il capo della gang decide di far uccidere tutti, ma John riesce a sgominare i malviventi. Finch riesce a far trovare nuove informazioni al PM Ramirez sul caso Markham, e durante la serata Carter e Fusco raggiungono l'appartamento e la stanza dove Reese ha legato e imbavagliato tutti i criminali, compresa la donna, insieme ai soldi che la gang riciclava.
- Principale "persona d'interesse": Samuel Gates Sr. (vittima).
- Guest star: David Costabile (Giudice Samuel Gates), Michael Cerveris (Jarek Koska), Zabryna Guevara (Monica Ramirez), Bill Tangradi (Turski), Pawel Szajda (Drost), Adriana Gaviria (Cristina Rojas), Meredith Patterson (Angela Markham), Seamus Davey-Fitzpatrick (Samuel Gates Jr.).
- Altri interpreti: Allan Louis (Detective Olson), Sebastian Arcelus (Matthews), Mike Houston (Agente Fordes), Paul Molnar (Agente).

## Corruzione
- Titolo originale: The Fix
- Diretto da: Dennis Smith
- Scritto da: Nic Van Zeebroeck e Michael Sopczynski

### Trama
La nuova "persona d'interesse" è una signora di nome Zoe Morgan. Per avvicinarla, Reese interpreta la parte del nuovo autista della donna. L'ex agente la porta ad un appuntamento osservandola acquistare una pistola. La donna consegna poi l'arma al tenente Allan Gilmore: Zoe Morgan è, infatti, una faccendiera, incaricata di ritrovare la pistola perduta del nipote di Gilmore. La mattina dopo, la detective Carter lavora all'omicidio di Vincent De Luca, un mafioso attivo nella zona di Brighton Beach accusato di rapina, racket e dell'omicidio di Marlene Elias nel 1973. Quest'ultima era stata uccisa con lo stesso coltello usato per uccidere De Luca: l'arma era sparita, assieme alle altre prove del caso, a causa del furto compiuto precedentemente nel deposito della polizia dalla banda di Sam Latimer.
Nel frattempo, Reese porta la Morgan a trattare un affare con Samuel Douglas, dirigente nel settore crisi e risanamento della Virtanen Pharmaceuticals, e con Mark Lawson, capo di Douglas. Un blogger, Anthony Talbot, possiede una registrazione che proverebbe una relazione extraconiugale di Lawson con un'altra donna. Il file dev'essere distrutto poiché se il suocero di Lawson, Robert Keller, il quale è anche il presidente della Virtanen, scoprisse la tresca, licenzierebbe il genero. La Morgan acquista dunque la registrazione da Talbot in cambio di 40 000 dollari. All'Ottavo Distretto, la Carter convoca l'ex detective Sullivan per discutere dell'omicidio di Marlene Elias: all'epoca dei fatti si sapeva che De Luca era l'assassino della Elias, perché aveva anche lasciato un'impronta sul coltello usato per uccidere la vittima, ma il procuratore fu comprato dalla mafia. Marlene era una cameriera in un night club di proprietà del boss mafioso Gianni Moretti Sr: i due ebbero una relazione, ma Moretti, infastidito dalla richiesta della donna di lasciare la moglie, mandò De Luca a ucciderla. La Elias e Moretti ebbero anche un figlio, Carl: Moretti non lo prese con sé, perciò finì in affidamento; seconda la Carter l'assassino di De Luca è stato proprio Carl.
Durante il secondo incontro tra la Morgan e i vertici della Virtanen, la donna consegna a Douglas la registrazione compromettente, ma gli scagnozzi del dirigente cercano di portare via la donna con loro: a questo punto interviene John, che salva la faccendiera. La copertura di Reese è saltata, perciò l'uomo decide di giocare a carte scoperte con la Morgan: la donna gli rivela allora di aver fatto una copia del file. Successivamente, si scopre che Douglas ha fatto uccidere Talbot, e la Morgan approfitta di un attimo di distrazione di John per dileguarsi. Dalla copia della registrazione, di bassa qualità, Finch risale a Dana Miller, impiegata alla Virtanen: sei mesi prima, il milionario aveva già ricevuto il numero della donna dalla Macchina, ma non era riuscito a salvarla. La Miller era ufficialmente morta per aneurisma cerebrale, ma evidentemente era stata uccisa da Lawson. Mentre Reese cerca la faccendiera, Harold si presenta alla Virtanen come il signor Partridge, nuovo azionista di minoranza. Finch incontra Lawson, Douglas e Keller, e viene a sapere che l'azienda sta per mettere in commercio un nuovo farmaco, il Sylocet. All'Ottavo Distretto, Sullivan contatta la Carter, fornendole alcune informazioni sull'infanzia turbolenta di Carl Elias.
Harold riesce a ricostruire parzialmente la pessima registrazione: la Miller aveva scoperto che il Sylocet aveva gravi effetti collaterali e minacciava di dire tutto. La storia della tresca era in realtà una montatura. Zoe contatta nuovamente il tenente Gilmore: la donna irromperà illegalmente assieme a John nella Virtanen, la polizia non dovrà intervenire. Con l'aiuto di Finch, che li guida tramite le telecamere, la Morgan e Reese giungono fino all'ufficio di Lawson, dove scoprono che 6 dei 200 pazienti sottoposti al Sylocet morirono dopo un anno. Improvvisamente Douglas, aiutato proditoriamente da Gilmore, li sorprende e li fa portare via. John e Zoe si ritrovano in una stanza, dove sono presto raggiunti da Douglas, Lawson. In seguito arriva Keller, il quale è anch'egli coinvolto nel complotto. Il presidente Virtanen cerca di trovare un accordo con la Morgan, offrendole la salvezza della vita in cambio della prova che potrebbe rovinare l'azienda. Zoe finge di accettare e di lasciare che Reese venga ucciso; in realtà la faccendiera dà all'ex agente una graffetta con cui egli si libera ed uccide Douglas. Mentre John cerca di salvare nuovamente la Morgan, Harold ottiene un colloquio con Keller. Reese raggiunge la donna, neutralizzando Lawson e i suoi uomini; Finch annuncia, invece, al presidente di aver appena reso pubblico il file dello scandalo. Intanto, a casa Sullivan, la Carter trova l'ex detective morto. La detective incrocia il killer e ingaggia un conflitto a fuoco con lui, ma non riesce ad arrestarlo.
- Principale "persona d'interesse": Zoe Morgan (vittima).
- Guest star: Paige Turco (Zoe Morgan), Tim Guinee (Mark Lawson), Matt Servitto (Samuel Douglas), Brian Murray (Robert Keller), Adam Lefevre (Anthony Talbott), Al Sapienza (Detective Raymond Terney), Jeff Wincott (Allan Gilmore), Dan Hedaya (Ex-detective Bernie Sullivan).
- Altri interpreti: Samuel Smith (Slip), Anna Koonin (Dana Miller).

## Il testimone
- Titolo originale: Witness
- Diretto da: Frederick E. O. Toye
- Scritto da: Amanda Segel

### Trama
Un uomo muore ucciso in un minimarket nel quartiere di Brighton Beach: la vittima è Benjamin "Benny" D'Agostino, potente membro di Cosa Nostra. Sulla scena del delitto vengono chiamati Carter, Fusco e il detective Bill Szymanski, i quali scoprono da una registrazione video che un testimone oculare ha parlato con la vittima. Veniamo a sapere che Carl Elias ha iniziato una guerra nel quartiere tra la mafia russa e quella italiana: dopo che Elias ha fatto ammazzare sei dei capi nemici, i russi si sono vendicati uccidendo D'Agostino. Contemporaneamente, Reese sta spiando Charlie Burton, insegnante di storia di un liceo a Brighton Beach. Parlando con Lionel, John capisce che Burton è il testimone dell'omicidio di D'Agostino ed è ricercato dalla mafia russa: Reese decide di intervenire, anticipando i criminali e portando il professore in salvo. Il cellulare col quale Reese comunica con Finch si rompe: l'ex militare è costretto a portare Burton, ferito ad una spalla, nei "Double B", un complesso di palazzi controllati dagli spacciatori bulgari. I due trovano rifugio in un appartamento abbandonato e Charlie rivela a John che D'Agostino gli ha consegnato un ultimo messaggio per Elias, ovvero che un certo Vinnie avrebbe "finito il lavoro". Convocata dalla polizia, la moglie di D'Agostino afferma di contare sul potere di Elias per vincere la guerra contro i russi: il piano del boss è quello di conquistare Brighton Beach per poi unire sotto di sé le Cinque Famiglie italiane.
Dalla sua postazione, Harold scopre che c'è un agente corrotto nel NYPD. Gli inseguitori di Reese e Burton giungono al Double B, ma, prima di entrare chiedono l'autorizzazione del loro boss, Ivan Yogorov. Intanto, la Carter e Szymanski, ipotizzando che Carl Elias sia il figlio di Gianni Moretti Sr., sostengono che il boss voglia impadronirsi di Brighton Beach, quartiere controllato dai russi, perché un tempo apparteneva al padre. Nel frattempo, John cura la ferita alla spalla di Charlie con della cocaina rubata ai bulgari e i russi si accordano con i bulgari per stanare i due fuggiaschi. Reese e Burton trovano così un nuovo rifugio nella stanza di uno degli studenti di Burton. In serata, Finch spia il poliziotto deviato, pensando che sia Carl Elias. Szymanski e Carter si recano, invece, a parlare con Ivan Yogorov, ma il colloquio si rivela inconcludente. Frattanto, usciti dalla stanza dello studente, John cattura Laszlo Yogorov, figlio minore di Ivan: usando il suo cellulare, l'ex agente contatta Finch, dicendogli dove si trovano i russi e chiedendogli di rivelare l'informazione alla polizia. Harold esegue e permette alla Carter e a Szymanski di arrestare la banda, mentre l'ex militare, Charlie e Laszlo, ancora ostaggio, si dileguano e prendono un traghetto.
La mattina dopo, Fusco, il quale attende l'arrivo di Reese al Molo 11, è sorpreso e neutralizzato dal falso agente. Interrogato dalla Carter e da Szymanski, Peter Yogorov, figlio maggiore di Ivan, rivela che aveva ricevuto una soffiata: Elias si doveva incontrare con D'Agostino, il suo braccio destro, in un minimarket. Tuttavia, arrivati nel locale, i russi trovarono solo D'Agostino e lo uccisero; solo in seguito seppero che all'interno c'era un'altra persona. Sul traghetto, John, parlando con Laszlo, capisce che Charlie Burton è in realtà Carl Elias, ma è troppo tardi: il boss punta contro Reese una pistola e lo costringe a legarsi. Al molo, Elias è atteso e portato in salvo dal finto poliziotto, il quale successivamente uccide Ivan Yogorov. Il russo ostaggio di Reese, invece, viene arrestato da Fusco.
- Principale "persona d'interesse": Carl Elias (vittima).
- Guest star: Enrico Colantoni (Carl Elias / Charlie Burton), Enver Gjokaj (Laszlo Yogorov), Mike McGlone (Detective Bill Szymanski), Olek Krupa (Ivan Yogorov), Morgan Spector (Peter Yogorov), Saundra Santiago (Patti D'Agostino), David Valcin (Scarface).
- Altri interpreti: Al Calderon (Will), Gene Gillette (Joseph), Steven Boyer (Rivenditore di piombo), Laurence Blum (Rivenditore magro).

## Oltre il muro
- Titolo originale: Foe
- Diretto da: Milan Cheylov
- Scritto da: Sean Hennen

### Trama
Finch e Reese investigano su Wallace Negel, un tedesco giunto da poco a New York. John intuisce che è una spia, per cui si reca presso un lotto cimiteriale acquistato anni prima dall'uomo. Harold, invece, si reca da un libraio di nome Pilcher, collezionista di documenti spionistici: il milionario scopre che Negel si chiama in realtà Ulrich Kohl, ex agente della Stasi specializzato in omicidi. Anja, la moglie di Kohl, a sua volta segretaria nella Stasi, nel 1987 rimase vittima di un incidente stradale, e poco dopo l'uomo sparì nel nulla. Reese torna da Finch e gli riferisce di aver trovato nel lotto cimiteriale una cassetta di sicurezza appena dissotterrata: al suo interno ha trovato solo una moneta della Germania Est. Intanto, l'ex spia tedesca va a trovare un anziano di nome Hauffe per interrogarlo su Anja.
Flashback 2006: John è da poco divenuto un agente sul campo della CIA, e la sua partner, Kara Stanton, decide di assegnargli personalmente un'identità di copertura.
Tramite la moneta, Finch risale all'appartamento di Hauffe, mentre Reese raggiunge il posto e trova l'anziano morto: Kohl li ha preceduti e torturandolo lo ha interrogato. Harold informa il collega che Kohl faceva parte di una squadra di quattro uomini assieme a Steiler, Wernick e proprio Hauffe. John scopre una spilla della Volks American Society, identifica il morto e viene sorpreso da un membro dei servizi segreti tedeschi, che riesce subito a neutralizzare. Nel frattempo, l'ex agente della Stasi va a trovare Wernick in un ristorante, e gli inietta, tramite un ago, del veleno. Prima di sentirsi male, il collega di Kohl confessa che la Stasi aveva deciso di uccidere Anja. Intuito che Kohl cerca vendetta, Reese giunge da Wernick e ruba un'ambulanza con l'uomo dentro: in cambio dell'antidoto al veleno, Wernick rivela che lui e gli altri compagni di Kohl lo vendettero alla CIA per poter cominciare una nuova vita in America. Fuggito dall'URSS, Kohl e Anja vennero trovati dall'agenzia segreta statunitense, la quale imprigionò Kohl e uccise Anja. Frattanto, Carter e Fusco si occupano dei casi Hauffe e Wernick: interrogando la spia stordita da John, scoprono che questi cerca Kohl, il quale è fuggito da una struttura di sicurezza in Germania dove era stato rinchiuso senza processo. Subito dopo, l'agente, grazie al suo consolato viene estradato in patria.
Finch risale a Steiler tramite la Volks American Society, un'organizzazione di newyorkesi di origine tedesca, e lo contatta proprio mentre Kohl lo raggiunge. Quando il killer sta per ucciderlo, Steiler, il quale non ha interrotto la comunicazione con Harold, rivela che Anja è viva ed egli è l'unico della squadra a saperlo: anche la moglie di Kohl, spaventata dagli spietati omicidi del marito, lo vendette alla CIA. Dopo aver ucciso anche Steiler, Kohl decide di rintracciare Anja per ucciderla. Grazie a Fusco, Finch e Reese intercettano la spia tedesca estradata prima che raggiunga l'aeroporto per sapere dov'è Anja. L'uomo decide di aiutare John per tentare di salvare Anja, il cui nuovo nome è Anna Klein. Giunti a casa della donna, Harold la porta via, mentre Kohl, arrivato troppo tardi, si scontra con Reese e lo sopraffà. John viene legato dall'ex agente Stasi, il quale decide di torturarlo con gli aghi.
Flaskback 2006: la Stanton e Reese sono raggiunti in una stanza da due colleghi. Kara li uccide, e spiega a John che ha agito in quel modo estremo, in quanto erano corrotti.
Mentre la Carter si reca sul posto dove l'auto del consolato tedesco è stata attaccata da Reese e Finch, Fusco viene contattato dal milionario e va a casa di Anja. Lì Kohl scopre di avere una figlia, Marie, e, dopo uno scontro a fuoco con Lionel, l'uomo trova e rapisce la ragazza. Kohl chiede allora un incontro a Central Park per parlare con Anja: dopo il colloquio, l'ex spia punta una pistola contro la moglie ed è ucciso da John; l'arma di Kohl, tuttavia, era scarica perché questi cercava solo un pretesto per essere colpito. Poco dopo, la Carter giunge nel parco e trova il corpo senza vita del tedesco.
Flasback 2006: la Stanton, subito dopo aver ucciso i suoi colleghi, inventa una nuova identità per il suo collega, lo chiamerà John Reese.
Alcuni giorni dopo la morte di Kohl, John e Harold si ritrovano, infine, sulla sua tomba, riflettendo sul fatto che la storia dell'uomo sarà totalmente insabbiata, come se non fosse mai esistito.
- Principale "persona d'interesse": Ulrich Kohl (carnefice).
- Flashback: John Reese.
- Guest star: Alan Dale (Ulrich Kohl / Wallace Negel), Laila Robins (Anja Kohl), Larry Pine (Wernick), Austin Pendleton (Pilcher), Aubrey Dollar (Marie Kohl), Sherman Howard (Steiler), Lee Aaron Rosen (Heinlein), Annie Parisse (Kara Stanton).
- Altri interpreti: Jonathan Fried (Liaison), Kent Broadhurst (Heinrich Hauffe), Bradley Dean (Contatto 1), Christopher Durham (Contatto 2).

## Gli occhi su Carter
- Titolo originale: Get Carter
- Diretto da: Alex Zakrzewski
- Scritto da: Greg Plageman & Denise Thé

### Trama
Flashback 2004, Iraq: un fruttivendolo, Yusuf, viene imprigionato dai militari USA stanziati nel Paese in quanto fortemente sospettato di rifornire al-Qāʿida di esplosivi. Quando Yussuf si rifiuta di rivelare dove si trovano gli ordigni, un soldato decide di affidare l'interrogatorio al suo capo, Joss Carter.
Presente: Carl Elias è intenzionato a uccidere una persona, presumibilmente Joss Carter. All'Ottavo Distretto, la detective parla con la signora Novach, la quale, pur essendo vittima di maltrattamenti da parte del marito, si rifiuta di testimoniare contro di lui. Fusco informa poi la Carter che, secondo la scientifica, l'assassino del detective Sullivan è Elias, effettivamente figlio di Gianni Moretti Sr. Joss si reca dal boss in prigione e lo avverte che Elias lo vuole uccidere, ma Moretti ammonisce la Carter, spiegandole che in realtà è lei la prossima vittima del figlio. Successivamente, il NYPD viene chiamato sulla scena dell'omicidio di Ronnie Middleton, testimone di una sparatoria avvenuta sei mesi prima nella quale era coinvolto il criminale Hector Alvarez: il caso era stato però archiviato. Il signor Castillo, gestore di un locale che aveva venduto una bevanda a Middleton viene interrogato dalla Carter, che lo convince, il giorno dopo, a rilasciare una deposizione. Finch, intanto, contatta Reese in quanto La Macchina ha prodotto un nuovo numero: quello di Joss Carter.
La mattina seguente, John clona il cellulare della detective e inizia a pedinarla, mentre Harold entra nella sua auto per inserire una telecamera e un localizzatore. Dopo aver fatto colazione con suo figlio Taylor, la Carter si reca da Alvarez, sicura che sia l'assassino di Middleton, ma l'uomo dichiara di essere stato con la sua ragazza al momento del delitto. Alla Biblioteca, Finch ha preparato, invece, un pupazzo con dentro una microtelecamera da spedire a Lionel per spiare la Carter anche nel suo ufficio dentro la centrale di polizia. L'informatico, inoltre, scopre che in passato la detective quando era nell'esercito era un'esperta in interrogatori, prima di congedarsi nel 2004 per entrare nel NYPD, per cui redige una lista dei tre sospettati di potenziali assassini della donna: Alvarez, Edward Kovach ed Elias. In seguito, Fusco riceve il pupazzo con la telecamera, e lo posiziona sulla sua scrivania seguendo le istruzioni di Reese, riferendo alla Carter che Castillo non si è recato in stazione per testimoniare.
La Carter va allora a parlare con Bottlecap, un suo informatore, riguardo ad Elias e del caso Middleton, ma l'uomo afferma che, al momento, non sa nulla al riguardo. Nel frattempo, Lionel incontra il capitano Lynch, uno dei poliziotti corrotti: l'uomo riferisce a Fusco che Elias ha trovato un accordo con l'HR per eliminare Joss, che dovrà morire in servizio. Lionel informa poi John della faccenda. La Carter, sempre seguita da Reese, interroga nuovamente Castillo nel suo negozio: questi rivela alla detective, non senza esitare, d'aver già incontrato in precedenza Hector, ma si rifiuta di deporre. Uscita dal locale, la Carter incontra Alvarez, il quale minaccia sia la donna che il negoziante. Subito dopo, la Carter affronta anche il signor Kovach, ordinandogli di non picchiare più la moglie.
Flasback 2004, Iraq: la Carter mette alle strette Yusuf. L'uomo le spiega che, se parla, i suoi compagni terroristi uccideranno la sua famiglia.
Alla stazione di polizia, Lionel e Joss lavorano insieme sul caso Middleton: i due ipotizzano che Hector abbia trovato Ronnie per caso e abbia deciso di ucciderlo sul posto. John decide, invece, di andare al magazzino del criminale per rubargli sia delle armi che una delle sue auto preferite, ferendo i suoi scagnozzi.
Flashback 2004, Iraq: la Carter racconta a Yusuf di avere un figlio, e gli promette che aiuterà la sua famiglia. L'uomo accetta quindi di portare gli americani al deposito degli esplosivi.
La Carter ritorna da Bottlecap con Fusco: l'informatore rivela che Alvarez ha probabilmente tradito la sua compagna, Monica, con una spogliarellista. All'Ottavo Distretto, Joss organizza l'incontro tra le due ragazze e subito dopo viene informata dal fatto che l'"uomo con la giacca" ha derubato Alvarez. Dall'interrogatorio a Monica e a Mei Li, la stripper, si scopre che Hector era uscito a mezzanotte la sera dell'omicidio Middleton, e che usa un magazzino nel Queens come nascondiglio. Improvvisamente, la Carter viene chiamata dalla signora Kovach: la donna chiede aiuto alla detective perché il marito vuole ucciderla con una pistola. La signora viene salvata dal provvidenziale intervento di Reese, che anticipa sia Joss che Lionel, riuscendo a neutralizzare anche Edward Kovach. Poco dopo, John chiama al telefono la Carter, avvisandola che qualcuno la vuole morta.
Il giorno dopo, Elias riesce ad introdursi nella centrale di polizia, portando un mazzo di fiori con un biglietto che recita "Condoglianze per la morte della detective Carter", mentre quest'ultima e Fusco portano in carcere il signor Kovach. In serata, Joss decide di entrare con una task force nel rifugio di Alvarez nel Queens, e Reese si infiltra nella squadra. La Carter e Hector ingaggiano un conflitto a fuoco che si risolve con l'arresto del criminale. Dopo questi eventi, Joss va a trovare Bottlecap per pagarlo per i suoi servigi, ma John perde le tracce della donna. A sorpresa l'informatore, minacciato da Elias, spara due colpi al petto della detective, ma, prima che possa finirla, Reese interviene uccidendolo.
Flashback 2004, Iraq: su segnalazione di Yusuf, gli americani trovano e distruggono tutto l'esplosivo, e uccidono anche l'iracheno. La Carter, infuriata, prova a colpire il Sergente Harris, responsabile dall'atto, ma questi la avverte che nessuno sarà dalla sua parte.
Fortunatamente Joss, avendo dato retta al precedente avvertimento di John, viene salvata grazie a un giubbotto antiproiettile. Reese, infine, si reca a parlare con il capitano Lynch, minacciando ritorsioni se l'HR tentasse ancora di fare del male alla donna.
- Principale "persona d'interesse": Jocelyn "Joss" Carter (vittima).
- Flashback: Jocelyn "Joss" Carter.
- Guest star: Enrico Colantoni (Carl Elias), Mark Margolis (Gianni Moretti Sr.), Jason Manuel Olazabal (Hector Alvarez), Francois Battiste (Nashus Drake), Anthony Aziz (Yusuf), Michael Mulheren (Capitano Artie Lynch), Brian Avers (Daniels).
- Altri interpreti: Jennifer Laura Thompson (Mrs. Kovach), Charles Flint Beverage (Edward Kovach), Victor Cruz (Mr. Castillo), Ed Moran (Sgt. Harris), Arianna Hoeppner (Monica), Maureen Sebastian (Mei Li), Kwoade Cross (Taylor Carter), Gregory Lay (Agente Valentino), Danny Henriquez (Leonard).

## Quattro numeri
- Titolo originale: Number Crunch
- Diretto da: Jeffrey Hunt
- Scritto da: Patrick Harbinson

### Trama
È quasi mezzanotte quando una telecamera riprende un'auto che sbanda e si capovolge; nello stesso momento si sentono due voci maschili parlare di un "ragazzo".
La mattina seguente, Reese si reca in Biblioteca, dove Finch gli comunica che la Macchina ha prodotto contemporaneamente quattro numeri: Claire Ryan, docente; Matt Duggan, cameriere; Wendy McNally, parrucchiera; Paula Vasquez, disoccupata. Reese si reca dunque all'indirizzo di Claire Ryan, il "primo numero" scelto dalla Macchina. Intanto, all'Ottavo Distretto gli Affari Interni interrogano la Carter: la detective non sa spiegare perché l'"uomo con la giacca" le ha salvato la vita durante il suo scontro con Bottlecap, e gli agenti sospettano che Joss possa essere complice del misterioso vigilante. Arrivato a casa Ryan, John trova la polizia sul posto e vede che la donna è morta.
Si ritorna alla telecamera iniziale: vediamo l'auto di Claire Ryan fermarsi presso il luogo dell'incidente.
Fusco, inviato sulla scena del delitto, s'incontra con Reese, il quale gli chiede di seguire la Vazquez; Harold e John, invece, si occuperanno rispettivamente di Duggan e della McNally. Alla stazione di polizia, la Carter conferma quanto dichiarato nel rapporto su Bottlecap al capitano Womack ed a un altro uomo. Nel frattempo, Lionel individua la Vasquez mentre acquista una pistola; la donna, però, accortasi di essere pedinata, riesce a seminare il detective. Contemporaneamente, anche Reese perde le tracce della McNally, e Finch è sorpreso da una bomba piazzata in un passeggino che fa saltare l'auto di Duggan, con quest'ultimo a bordo.
In un terzo flashback, la Ryan è raggiunta da Duggan, ed entrambi constatano che l'auto ribaltatasi è piena di cocaina.
Nella Biblioteca, Harold scopre che le quattro persone si trovavano insieme la notte prima a Roosevelt Drive, dove si era registrato un incidente. Finch indirizza John alla casa della madre della McNally. Negli uffici della Polizia, anche la Carter, Fusco e il detective Olson scoprono che la morte della Ryan e di Duggan sono probabilmente collegate all'incidente di Roosevelt Drive: a guidare l'auto era Jamie Hallen, il figlio di un deputato, e sia Ryan che Duggan avevano fatto costosi acquisti prima di morire. Il parlamentare Jim Hallen spiega poi a Fusco e Olson che il figlio stava tornando da una festa di Davis Bannerman, un banchiere sul quale lo stesso parlamentare stava compiendo delle indagini. Nel frattempo, Reese si dirige alla residenza della madre della McNally, dove trova Wendy assieme alla Vasquez: le due gli rivelano di essere sorellastre. Improvvisamente arrivano due assassini: John gli costringe alla fuga, ma le ragazze approfittano della situazione per dileguarsi.
Alla stazione di Polizia, Carter e Fusco visionano l'intero filmato dell'incidente di Hallen: Ryan e Duggan sono raggiunti da due donne, la Vasquez e la McNally, e i quattro testimoni trovano uno zaino, presumibilmente pieno di dollari. Circa mezz'ora dopo l'incidente, uno dei killer incontrati da Reese giunge sulla scena dell'incidente e fa una telefonata. Frattanto, John e Harold scoprono che la madre di Wendy e Paula si trova al St. George's Hospital, e che le due ragazze hanno rubato il denaro per evitare il pignoramento della casa materna. Successivamente, Joss si accorge di essere pedinata da due agenti della CIA: uno di questi è l'uomo che l'ha interrogata assieme a Womack. Gli operativi informano la detective sul passato di Reese e sulla sua pericolosità: ex agente della CIA reclutato da Kara Stanton, un giorno, presumibilmente, la uccise e poi sparì; l'Agenzia lo credette morto fino a tre mesi prima quando, grazie alla Carter, Reese è ricomparso a New York.
Fusco interroga anche Davis Bannerman, il quale conferma la versione dei fatti di Jim Hallen, ma il detective intuisce che le dichiarazioni del banchiere e del deputato sono combinate: Bannerman e Hallen, a dispetto della loro pubblica inimicizia, hanno probabilmente degli interessi comuni, e il loro tramite era Jamie. Finch scopre, inoltre, che il giovane Hallen aveva in programma di recarsi alle Isole Cayman, probabilmente presso la sua associazione benefica a favore degli orfani haitiani. John rintraccia la McNally al St. George's Hospital, la quale racconta cos'è successo la notte dell'incidente: i quattro testimoni si sono spartiti 1 000 000 di dollari in parti uguali. Nel frattempo, i killer trovano e rapiscono la Vasquez, chiedendo i 500 000 di dollari delle due sorelle come riscatto. A casa Hallen, Harold si presenta al deputato come Thomas Payne, un blogger. Finch/Payne, fingendo di voler aiutare il parlamentare, lo avvisa che ha scoperto che Bannerman si è appropriato con un ricatto dei 30 000 000 di dollari stanziati in favore di Haiti, e minaccia di distruggere lo stesso Jim Hallen. Il parlamentare, allarmato dalla notizia, chiama successivamente il banchiere: Harold registra la conversazione con una microcamera, incastrando entrambi gli uomini, e invia il file a Lionel. Reese chiama la detective Carter per riferirle dove potrà trovare gli assassini della Ryan e di Duggan, la detective lo ringrazia ma, non fidandosi dell'"uomo con la giacca", avverte l'agente della CIA Snow.
John e Wendy incontrano i sequestratori nel parcheggio dell'ospedale: mentre Reese tiene sotto tiro i criminali, viene sorpreso alle spalle da una finta infermiera. La donna spara a John che risponde al fuoco, neutralizzando i killer e salvando le ragazze. Poco dopo, Finch si accorge in ritardo, tramite la sua microcamera all'Ottavo Distretto, che la Carter ha avvertito Snow sulla posizione di Reese. Mark Snow e Joss raggiungono John: dopo una breve conversazione, il cecchino collega di Snow spara a Reese, colpendolo all'addome e a una gamba; nonostante ciò, l'ex militare riesce a dileguarsi momentaneamente. Harold raggiunge John all'ospedale in macchina, mentre Finch aiuta Reese a salire nel veicolo, la Carter li raggiunge e riconosce quest'ultimo come il signor Burdett, testimone della precedente rapina al deposito delle prove della Polizia. Sorpresa dalla scoperta, la donna decide di far fuggire i due uomini.
- Principali "persone d'interesse": Wendy McNally (vittima) e Paula Vasquez (vittima).
- Guest star: Michael Kelly (Agente Mark Snow), Bridget Regan (Wendy McNally), Michael Murphy (Jim Hallen), Jack Gwaltney (Davis Bannerman), Melonie Diaz (Paula Vasquez), J. Bernard Calloway (Dawyne), Lucas Caleb Rooney (Diski), Selenis Leyva (Hosking).
- Altri interpreti: Allan Louis (Detective Olson), John Fiore (Capitano Womack), Darien Sills-Evans (Agente Tyrell Evans), Jeremy Beck (Matt Duggan), Helen Coxe (Claire Ryan), Tracey Ruggiero (Infermiera), Morgan Weed (Parrucchiera), Christina Gordon (Agente Demora), Keren Dukes (Aide).

## Super
- Titolo originale: Super
- Diretto da: Stephen Williams
- Scritto da: David Slack

### Trama
L'episodio si apre da dove si era chiuso quello precedente: nei parcheggi di un ospedale di New York, Reese è raggiunto dall'agente della CIA Mark Snow e dalla detective Carter, che ha venduto Reese alla CIA. Nel frattempo, un cecchino appostato su un tetto adiacente, anch'egli agente della CIA, ha Reese nel mirino: quando quest'ultimo rifiuta di ritornare a Langley, il cecchino lo colpisce prima in pancia poi al ginocchio, ma nonostante ciò Reese riesce a rialzarsi e a fuggire, venendo poi prelevato da Finch e aiutato a scappare dalla Carter. Finch riesce a portare il suo collega da un chirurgo che non può esercitare, pagandolo affinché possa ritornare al suo vecchio impiego.
In mattinata, la Carter raggiunge Snow: l'agente della CIA non è convinto dalla detective, sospettando che abbia aiutato Reese a fuggire dal parcheggio dell'ospedale. Negli uffici della NYPD, la detective decide di inserirsi nel computer del detective Fusco: la Carter risale al numero di telefono del signor Norman Burdett (Finch), apparentemente una semplice comparsa nella rapina effettuata da Reese assieme a una banda di malviventi, ma che in realtà conosceva già Reese, essendo suo complice - nonostante Burdett/Finch fosse già stato interrogato dalla Carter con esito infruttuoso. La Carter prova a risalire al numero, che è inesistente e nel frattempo sopraggiunge Fusco: quest'ultimo capisce che la detective è risalita a Finch.
Un flashback ci riporta al 2005. In un parco di New York, Finch sta apparentemente facendo jogging, mentre in realtà sta spiando Alicia Corwin e Nathan Ingram, il co-creatore della Macchina: la donna, esponente del Governo, è arrivata da Washington per incontrare Ingram e conoscere i progressi fatti dai due (Ingram e Finch) sulla Macchina. Da tre anni il Governo finanzia l'azienda di Ingram (praticamente solo Ingram stesso), dopo avergli consegnato tutte le informazioni possibili sui cittadini di New York, per portare avanti il progetto sulla Macchina. In risposta ai quesiti della Corwin, Ingram le dà un foglietto con sopra un numero di nove cifre (un numero di previdenza sociale): solo Finch sa a quale persona corrisponde il numero dato dal socio alla Corwin, sicuro che il numero datogli dalla Macchina convincerà il Governo a proseguire il progetto.
Si ritorna al presente. Ripresosi dall'operazione, Finch trova a un Reese ancora in convalescenza un appartamento, al quale è accompagnato dal portiere dello stabile, Trask, ex proprietario di ben sei night club e una villa, a Miami. Il nuovo numero dato dalla Macchina a Finch è proprio quello di Trask: da quanto risulta non ha posseduto alcun night club né una villa. Inoltre, è portiere dello stabile da più di un decennio, ma sembra ben voluto dagli abitanti del complesso. Alla stazione della NYPD, la Carter viene spiata da Snow e dall'altro agente della CIA: sapendo d'esser spiata, dal suo ufficio non può contattare in alcun modo Reese. Finch riesce a trasformare il suo portatile in una specie di "Macchina" di minori dimensioni, riuscendo a spiare tutti i condomini, sia all'interno che all'esterno degli appartamenti. Nonostante i due rimangano a visualizzare i video per diversi giorni non riescono ad arrivare a soluzioni concrete perciò decidono d'agire: mentre Reese distrae Trask, che gli rivela anche d'aver posseduto uno yacht, Finch entra nel suo appartamento e posiziona delle microcamere, cercando anche una possibile arma del delitto. Accortosi d'aver portato l'attrezzo sbagliato, Trask sta per ritornare nel suo appartamento, ma Finch è ancora all'interno, dove scopre che Trask spia Lily, una cuoca che abita nello stabile. Il miliardario non riesce ad uscire in tempo dalla casa ed è sorpreso da Trask proprio mentre esce dal suo appartamento: costretto a fuggire in ascensore, Trask stacca la corrente e Finch deve proseguire a piedi, scappando da Trask e dalle guardie di sicurezza. Raggiunto il secondo piano, viene fermato da una guardia, che esce improvvisamente da un appartamento: Trask avverte la guardia riguardo all'aspetto di Finch, ma quest'ultimo riesce a proseguire indisturbato, perché la guardia è il ladro che svaligia gli appartamenti del complesso e che Trask sta cercando da diverso tempo. Grazie alle riprese delle telecamere visualizzate sul computer, Reese invia una registrazione sul cellulare di Finch che la mostra alla guardia, costretta a lasciarlo passare per non finire anch'egli in prigione.
New York, 2005. Finch entra nell'ufficio di Ingram, nell'azienda di entrambi e rovescia del liquido (caffè) sulla tastiera del suo portatile, preservando dei dati e annunciando l'arrivo di qualcuno: pochi secondi dopo la Corwin irrompe nell'ufficio di Ingram e Finch esce dall'ufficio lasciando una penna-microcamera. Assieme alla Corwin c'è anche il vice-direttore Denton Weeks. Le nove cifre che Ingram ha dato alla Corwin erano il numero di previdenza sociale di Gordon Kurzweil (il primo nome noto che la Macchina ha dato), agente dell'intelligence che ha superato i controlli dell'FBI per 20 anni. Dopo averlo spiato per qualche settimana, inizialmente il Governo pensa che Ingram li abbia truffati, ma in seguito si scopre che Kurzweil aveva deciso di vendere dell'uranio arricchito all'Iran. L'informazione è quindi stata utile al Governo, ma Weeks desidera sapere come abbia fatto la Macchina a scoprire Kurzweil: Ingram, però, non lo sa. La Macchina localizza infatti ogni tipo di minaccia, dando informazioni quando ne percepisce una. Nonostante tutto, Weeks decide di acquistare la Macchina da Ingram: il prezzo concordato con la Corwin è di un simbolico dollaro e Weeks, sotto lo sguardo attento di Finch, accetta. In quel momento la Macchina segnala Weeks come una possibile minaccia al sistema stesso.
New York, 2012. Reese fornisce a Finch una chiave utile per entrare in ogni appartamento. Si indaga su Lily Thornton, cuoca legata a Rick Morris, noto ristoratore. All'appartamento della Thornton, volendo piazzare una telecamera nascosta, Finch scopre che ce n'è già una, probabilmente piazzata da Trask: decide quindi di toglierla. La Carter decide di cambiare la sua SIM e, pedinata dagli agenti della CIA, riesce a seminarli. Finch contatta Fusco mentre spia la Thornton: il miliardario decide di mandare il detective nel Connecticut con le impronte di Reese per depistare la Polizia. Indagando su Trask, Reese scopre che il portiere aveva una moglie, scomparsa da circa tredici anni, ovvero da quando fa il portiere. Gli indizi sembrano puntare tutti su Trask. Nel frattempo la Carter cerca di rintracciare Burdett/Finch, senza successo: è lo stesso Finch a contattare la detective, consigliandole di non indagare ulteriormente, decidendo di incontrarsi con lei nel locale poco distante. Invece di rispondere alle domande della detective, il miliardario indirizza la Carter su Derek Watson, disoccupato e senza fissa dimora che, secondo Finch, sarà coinvolto in un crimine violento in un futuro molto prossimo. La detective decide quindi di indagare. Nel frattempo Snow, dopo aver rimproverato i suoi uomini, li rimette in campo per ritrovare la Carter, mentre lui si occuperà di Reese. In serata, Trask affronta Morris, il compagno della Thornton, arrivando quasi a minacciarlo con una pistola prima che Reese faccia scattare l'allarme antincendio, salvando Morris. Finch continua a pedinare Lily Thornton: arriva allo stabile mentre Reese affronta Trask. Minacciato da Reese, che ha una pistola, il portiere cerca di spiegarsi: non è lui lo stalker, bensì Rick Morris, il compagno della ragazza. Finch, Reese e Trask si dirigono nell'appartamento della Thornton: Morris riesce a pugnalare Trask alla spalla, ma nel conflitto con Reese precipita da una finestra, morendo nel giardino del complesso. Mentre la CIA si dirige nel Connecticut, la guardia che rubava negli appartamenti è arrestato dalla polizia. Inoltre, Finch riesce a risalire a Ernest "Ernie" Trask, al secolo Ernesto Machado, proprietario di sei night club, una villa, uno yacht e di una tigre del Bengala a Miami; testimoniò contro la mafia cubana, entrando nel programma protezione testimoni e trasferendosi a New York con la moglie che però decise di lasciarlo per ritornare dalla sua famiglia, come Trask aveva detto. Infine, seguendo Watson, la Carter lo ferma mentre tenta di uccidere un funzionario della banca che gli aveva pignorato la casa, lasciandolo senza un tetto. Pochi secondi dopo Finch contatta la detective e le spiega che è proprio questo il lavoro che svolgono Reese e Finch stesso.
New York, 2005. Sera. Ingram e Finch brindano al successo della Macchina con dello champagne. A questo punto Ingram vuole sapere da Finch come la Macchina abbia "pescato" il numero di Kurzweil e il socio glielo spiega: la Macchina ha deciso di controllare la vita di Kurzweil da delle ricevute di un benzinaio nel novembre del 2002. Kurzweil infatti si dava appuntamento in quel luogo con un iraniano coinvolto in un attentato di otto anni prima. Adesso, anche Ingram conosce come funziona la Macchina e Finch gli spiega che solo loro due lo sapranno, perché quest'ultimo ha deciso che, a lavoro completato, deciderà di criptare il sistema, in modo che nessun altro vi possa accedere in futuro. Inoltre, Finch rivela al socio che Weeks tenta da ormai sei mesi di introdursi nel sistema operativo della Macchina dai server dell'NSA, senza successo.
- Principale "persona d'interesse": Ernie Trask (carnefice).
- Flashback: Harold Finch.
- Guest star: Brett Cullen (Nathan Ingram), David Zayas (Ernie Trask), Elizabeth Marvel (Alica Corwin), Michael Kelly (Agente Mark Snow), Cotter Smith (Denton Weeks), Bill Heck (Rick Morris), Kelli Barrett (Lily Thornton).
- Altri interpreti: Darien Sills-Evans (Agente Tyrell Evans), Ramsey Faragallah (Dr. Farouk Madani), Frank Deal (Doug Stanley), Peggy J. Scott (Mrs. Fuentes), Angel Marrero (Delinquente).

## Il passato alle porte
- Titolo originale: Legacy
- Diretto da: Brad Anderson
- Scritto da: Amanda Segel

### Trama
La Carter incontra Reese, non ancora ripresosi del tutto dalle ferite rimediate precedentemente: la detective decide di unirsi a Finch e all'ex agente CIA, per combattere i criminali. Il secondo numero per Carter è quello di Andrea Gutierrez, avvocato alla quale, per la prima volta, la detective e i due soci uniranno le forze. L'avvocato non ha molto successo, decidendo di difendere dei detenuti contro lo Stato e nel suo ultimo caso, nel quale un ex detenuto è ritornato in carcere dopo che nella sua abitazione è stata rinvenuta della droga, chiede a un amico, Chris, le analisi del sangue del suo cliente, Terrence King. Reese continua a spiare la Gutierrez, con l'aiuto del detective Carter e con Fusco all'oscuro di tutto. Reese si accorge che la ragazza è seguita e riesce a neutralizzare un killer poco prima che uccida la Gutierrez.
In seguito a una telefonata, Finch si assenta dalla Biblioteca, paga la cauzione di Will, e lo va a incontrare all'uscita della stazione di Polizia. Reese va a piazzare un localizzatore GPS e dei microfoni nella borsa della Gutierrez, fingendo di voler denunciare il suo capo a causa delle sue pericolose condizioni di lavoro. Al carcere, la Gutierrez, con l'aiuto dell'amico Chris, fa incontrare il figlio a Terrence King. Dopo aver ritrovato l'uomo che Reese aveva affrontato, sventando l'omicidio della Gutierrez, l'ex agente della CIA lo insegue, ma l'uomo è investito da un camion. Alonso Garcia era un ex detenuto: il sorvegliante di Garcia era Dominic Galuska, lo stesso di King. Spiato da Reese, Galuska è scoperto mentre ricatta un ex detenuto ora in libertà vigilata: Reese lo stordisce, mettendolo nella propria auto con una pistola in mano e chiamando la Polizia. Finch esce nuovamente con Will, al quale il miliardario ha detto che lavora nelle mondo delle assicurazioni. Reese sta spiando il suo socio e vede i due che si abbracciano. In seguito Carter interroga Galuska, che è accusato dagli ex detenuti di falsificare le prove. Finch e Reese scoprono che Galuska ha ricevuto degli assegni per finire la Gutierrez, ma Reese riesce a sventare il secondo tentativo di omicidio.
La Carter e Reese capiscono che Galuska ha un complice nei servizi sociali: dopo aver ascoltato l'interrogatorio di una delle famiglie a cui sono stati affidati sei figli di ex detenuti (Jacob King e altri, molti dei quali non esistono), Finch rivela alla Carter che il contatto di Galuska nei servizi sociali è Gloria Copeland, il capo. Finch s'infiltra negli uffici dei servizi sociali e installa uno scanner al posto del trita documenti. Come apparentemente previsto da Finch, la famiglia in custodia alla NYPD contatta la Copeland che distrugge immediatamente i documenti, che però vengono scannerizzati sul computer di Finch. Messosi sulle tracce della Copeland, Reese capisce che non è lei a distruggere i documenti e che Galuska ha un altro contatto all'interno dei servizi sociali, ovvero Chris, l'amico della Gutierrez. Chris rapisce la Gutierrez, ma Reese riesce a raggiungerlo e, con l'aiuto della Carter, riesce a fermarlo.
Infine, Will, contatta nuovamente Finch, chiamato familiarmente zio Harold. Il giovane scopre che il padre un giorno aveva deciso di licenziare tutti i dipendenti della sua azienda, l'IFT, decidendo di vendere un qualcosa per un solo dollaro. Quando Will chiede se Finch sappia qualcosa, quest'ultimo nega. Grazie a Reese, che ha spiato il socio durante gli incontri, si scopre che Will è il figlio di Nathan Ingram e che lo stesso Nathan è morto. Infine, Reese ha deciso di mettere Fusco su Finch, per spiarlo ulteriormente.
- Principale "persona d'interesse": Andrea Gutierrez (vittima).
- Guest star: Michael Stahl-David (Will Ingram), April Hernandez-Castillo (Andrea Gutierrez), Vito D'Ambrosio (Dominic Galuska), Curtiss Cook (Terrence King), Alex Crammer (Chris Scollard).
- Altri interpreti: Eric Ruffin (Jacob King), Tuck Milligan (Paul Kinsey), Barbara Pitts (Mary Kinsey), Starla Benford (Gloria Copeland), Brian O'Neill (Giudice Peterson), James Lloyd Reynolds (Avvocato).

## Il sistema violato
- Titolo originale: Root Cause
- Diretto da: Richard J. Lewis
- Scritto da: Erik Mountain

### Trama
Dopo aver completato un ulteriore incarico, Reese è contattato da Finch riguardo a un altro numero, quello di Scott Powell. Pedinandolo, Reese scopre che Powell è disoccupato. I due soci optano per un appostamento, durante il quale Finch entra nel suo portatile, scoprendo che Powell trascorre il tempo commentando su dei blog con pareri negativi nei riguardi di Michael Delancey, membro del Congresso, mentre Powell ottiene un lavoro di due giorni per un evento. I due decidono di seguire Powell a lavoro perché secondo loro Powell vuole uccidere Delancey. Finch scopre che le e-mail di Powell sono state messe lì da qualcun altro e che Powell è stato incastrato: il killer spara a Delancey e Powell è arrestato dagli agenti di Polizia. Delancey muore: accusato di omicidio, Powell telefona alla moglie. A casa Powell, l'FBI perquisisce l'appartamento trovando un secondo portatile. Secondo Reese, Powell è ancora in pericolo di vita.
Finch decide di stanare l'hacker, installando un trojan in un sistema parallelo e riesce a collegarsi, scoprendo che il killer colpirà al tribunale, dove gli agenti dell'FBI portano Powell per processarlo. Durante il tragitto, Reese tampona l'auto dell'FBI e preleva Powell. Finch prova a decriptare l'indirizzo dell'hacker e inizialmente ci riesce: dopo pochi secondi però, capisce che è l'hacker che l'ha fatto entrare e che ha subito infettato il suo computer con un worm, perciò è costretto a lasciare la Biblioteca in modo definitivo, poiché compromessa. Finch richiede quindi l'aiuto della faccendiera Zoe Morgan, già incontrata quando era uscito il suo numero. Leslie Powell è interrogata dalla Polizia: non sa infatti, che il marito non lavora da otto mesi e che ha praticamente prosciugato tutti i conti appartenenti alla famiglia. La Morgan e Finch arrivano a pensare che dietro l'omicidio Delancey ci sia il suo braccio destro, Peter Matheson. Un killer riesce a ritrovare Powell e Reese, uscendo sconfitto dal confronto con l'ex agente della CIA: il killer aveva trovato i due grazie a un trasmettitore preinstallato nella suola in gomma tassellata della scarpa sinistra di Powell. Riuscendo ad ascoltare una chiamata tra Matheson e l'hacker, Finch scopre che quest'ultimo è in realtà una donna, nonché anche il killer di Delancey. Reese concede un'ultima telefonata a Powell per parlare con la moglie prima che i killer possano ucciderlo: dopo aver neutralizzato nuovamente il killer, Reese lascia Powell, che va a consegnarsi alla Polizia.
Finch riesce a parlare con l'hacker, incastrando Matheson, che è trovato suicida a casa sua da parte degli agenti della Polizia. In seguito Finch riesce a rintracciare l'hacker, ma la donna se ne era già andata. Sia Morgan sia Reese si defilano e infine, l'hacker riesce a comunicare con Finch: in particolare, chiede di essere identificata come "Root", ammette di aver ucciso Matheson e conosce il nome di Finch, ovvero Harold.
- Principale "persona d'interesse": Scott Powell (vittima).
- Guest star: Paige Turco (Zoe Morgan), Myk Watford (Scott Powell), Damian Young (Pete Matheson), Amy Hargreaves (Leslie Powell), Brennan Brown (Agente Nicholas Donnelly), Victor Slezak (Michael Delancey).
- Altri interpreti: Dan Ziskie (Senatore Gene Atkins), Bill Cohen (Pawn Broker), Michael Milligan (Supervisore), Erin Kilgore (Mia Powell), Caesy Predovic (Ragazzo), Ryan Breslin (Studente), John Cenatiempo (Gage).
- Non accreditati: Rachel Miner (Root).

## Il lupo e l'agnello
- Titolo originale: Wolf and Cub
- Diretto da: Chris Fisher
- Scritto da: Nic Van Zeebroeck e Michael Sopczynski

### Trama
L'episodio si inizia con la chiamata di un ragazzino alla NYPD: qualcuno ha sparato a suo fratello. Dopo gli avvenimenti del precedente episodio, Finch e Reese ritornano alla Biblioteca e il miliardario rimette la corrente nell'edificio. Reese non sa ancora come Finch riesca ad avere i numeri dalla Macchina e comincia a chiedersi come abbia fatto ad averlo con la Biblioteca fuori uso. Reese si reca nell'abitazione di Darren, il ragazzino che aveva chiamato la Polizia: dopo esser entrato nell'appartamento e aver visto del sangue sul pavimento, l'ex agente della CIA è sorpreso dal custode e finge di essere il detective Stills, in realtà ucciso da Reese stesso in precedenza. Una settimana prima Travis McGrady è trovato morto nella casa, ucciso, mentre il fratello minore è preso dalla NYPD: qualcuno ha visto uscire tre neri dall'edificio. Reese raggiunge la Carter nella sua auto, dove gli consegna il file di Travis McGrady: ucciso a colpi di pistola, il fratello rincasa, mentre Travis sta morendo e chiama la Polizia. In seguito Darren scompare e Reese prova a risalire sulle sue tracce parlando con una ragazza impiegata in un locale infastidita da dei tizi; Travis McGrady li costrinse a uscire dal locale e i tre lo uccisero la sera stessa. La ragazza indirizza Reese verso un negozio di fumetti: l'ex agente individua uno dei probabili killer e trova anche Darren McGrady. Il ragazzo punta una pistola contro l'assassino, ma prima che possa fare fuoco Reese lo blocca; poco dopo interviene la Carter, contattata da Reese, e arresta il sospettato. In seguito "prende in prestito" l'auto della Carter per portare il ragazzo in un luogo sicuro: l'ex agente CIA consegna il ragazzo a Fusco, che lo mette in un posto sicuro.
Alla NYPD la Carter interroga il sospettato, Brick. Successivamente Reese va a spiare gli altri due uomini sospettati dell'omicidio McGrady, scoprendo d'essersi imbattuto in un'organizzazione criminale. Finch nel frattempo, si è trovato un lavoro nelle assicurazioni, dove lavora sotto il falso nome (Harold Wren, nome che in realtà ha utilizzato per anni): qui incontra nuovamente Bill, il figlio del suo ex socio Nathan Ingram. Sistemando le cose del padre, Bill trova un tovagliolo con un tappo di sughero e la scritta "day one, the machine 2/24/05": Ingram e Finch festeggiavano il primo giorno della Macchina il 24 febbraio 2005. Bill rintraccia e contatta Alicia Corwin, agente del governo che Finch fa finta di non conoscere, scoprendo anche che Ingram aveva firmato il contratto col governo per la Macchina il 25 febbraio 2005.
Fusco contatta Reese: Darren McGrady è scappato, contemporaneamente il detective sta spiando Finch per conto di Reese stesso. Quest'ultimo rintraccia nuovamente il giovane McGrady, che è andato a cercare gli altri due uomini coinvolti nell'omicidio di suo fratello. Reese decide di accettare Darren per aiutarlo nella sua vendetta personalmente, impegnandosi con lui per un penny. Reese e McGrady cominciano a spiare i due uomini: questi, dopo aver chiesto e ottenuto il pizzo da un commerciante, si fanno rubare l'auto da Reese che in seguito s'incontra nuovamente con Darren McGrady. Poco dopo, chiede a Finch di attivare il GPS piazzato sul cellulare dei malviventi e subito dopo si rimette sulle loro tracce: i due, ormai rimasti senza macchina, devono andare dal loro capo, un certo André, la sera stessa.
Alla NYPD, il capitano della polizia impone alla Carter di rilasciare il sospetto se non lo incrimina prima delle cinque. In serata, Reese e McGrady seguono i malviventi che s'incontrano nel negozio di fumetti, dal signor Wilcox: Wilcox in realtà è André, il capo della banda. I due devono portare i soldi di André a Brighton Beach. Poco dopo Reese investe i due con la stessa auto che gli aveva rubato. In mattinata uno dei due malviventi si ritrova in una volante della Polizia, mentre l'altro è rapito e imprigionato da Reese, che decide di interrogarlo sull'omicidio McGrady: dopo aver bruciato cinquanta dei 500 000 dollari che i malviventi dovevano consegnare a Brighton Beach, l'uomo decide di confessare a Reese che l'arma del delitto si trova nella canna fumaria dell'appartamento di sua nonna.
Will Ingram s'incontra con Alicia Corwin per parlare di suo padre, mentre Finch li spia: Bill decide di mostrare anche alla Corwin il tovagliolo fatto vedere a Finch, ma la donna nega di sapere di che cosa si tratti. La Corwin decide di rivelare a Bill Ingram di cosa riguardava il contratto firmato tra il padre e il governo il 25 febbraio 2005: se la donna dovesse rivelarglielo, tutto il lavoro, le coperture e le storie inventate di Finch sarebbero compromesse. La Corwin spiega a Bill che la società del padre, l'IFT, stava fallendo e perciò la Corwin persuase il governo a dargli dei brevetti in cambio di un dollaro. Non completamente convinto, Bill accetta questa spiegazione, accennando anche a colui che chiama zio Harold (Wren), persona che la Corwin fa finta di non conoscere e che invece conosce dal 2005. Sospettando d'esser osservata, la Corwin si dilegua. Il capitano della Polizia, membro corrotto dell'HR e amico di Fusco, parla con André: il capo dell'organizzazione chiede la liberazione di Brick, il sospettato della Carter che, nonostante gli ordini del suo capo, è ancora in custodia. Brick è quindi liberato. Dopo aver recuperato l'arma del delitto dalla canna fumaria, Reese contatta la Carter, ma Brick è ormai fuori dalla NYPD: nel frattempo Darren si è dato alla fuga con l'arma del delitto. Per riconquistarsi la fiducia della collega, Fusco decide di andare con lei per arrestare nuovamente Brick. Nel negozio di fumetti, Darren McGrady, raggiunge Brick e André ma, nonostante la benedizione di André nei suoi confronti, il ragazzo non riesce a uccidere Brick e il capo dell'organizzazione gli sottrae la pistola: in quell'istante Finch stacca la corrente al negozio, Reese irrompe nel locale neutralizzando tutti gli uomini di André eccetto quest'ultimo, che riesce a fuggire momentaneamente con Darren. Intanto, la Carter e Fusco raggiungono il locale: Darren riesce a liberarsi e Fusco si becca una pallottola al posto del ragazzo, riuscendo a salvarlo, mentre André è neutralizzato dal fucile antisommossa di Reese. Bill lascia New York per andare in Sudan, dando un ultimo saluto a Finch. Fusco trova una famiglia al giovane McGrady.
Infine, Fusco porta a Reese i risultati della sua investigazione su Finch: il miliardario durante gli anni ha usato diversi pseudonimi, il primo dei quali sarebbe "Harold Wren" e ha lavorato per una compagnia di assicurazioni per molti anni, laureato primo del suo corso all'MIT dove ha conosciuto il suo futuro socio e amico, Nathan Ingram, miliardario ucciso nel 2010 e laureatosi nello stesso corso di Finch/Wren. Inoltre, Fusco scopre che anche quella di Wren è un'identità falsa, poiché il nome non compare in alcun documento prima del 1976.
La Macchina, che ha seguito il colloquio tra Fusco e Reese grazie a una telecamera, segnala che la sicurezza dell'amministratore del sistema (Finch) è stata violata, proponendo alcune opzioni di valutazione e segnalando sia Fusco sia Reese come minacce per la Macchina stessa.
- Principale "persona d'interesse": Darren McGrady (carnefice).
- Guest star: Michael Stahl-David (Will Ingram), Malik Yoba (Andre Wilcox), Astro (Darren McGrady), Elizabeth Marvel (Alicia Corwin), Jon Michael Hill (Curtis), Michael Mulheren (Capitano Artie Lynch), Brian Reddy (Detective Hill), Aja Naomi King (Lisa).
- Altri interpreti: John Fiore (Capitano Womack), Ro Boddie (Brick), Michael Mandell (Keach), Sheldon Best (Trim), Helmar Augustus Cooper (Mercante), Thuliso Dingwall (Ragazzo dei fumetti), Julie Sharbutt (Segretaria), Joshua Elijah Reese (Delinquente), Jack Hart (Agente).

## Il codice blu
- Titolo originale: Blue Code
- Diretto da: Daniel Von Ancken
- Scritto da: Denise Thé

### Trama
La Macchina ha consegnato a Finch il numero di Michael "Mike" Cahill, un paramedico. In realtà Cahill è un criminale, già arrestato per furto con scasso, aggressione a pubblico ufficiale e rapina. Ultimamente è dedito al contrabbando, facendo parte di una gang il cui capo è Vargas. Reese riesce a infiltrarsi nella banda come autista, guidando un'ambulanza nella sua prima missione: ad un certo punto un poliziotto ferma l'ambulanza e Cahill scende a parlare con lui; Vargas afferma che l'agente non chiamerà rinforzi in alcun caso, perché lui ha corrotto l'HR. Rientrato in auto, Cahill rivela agli altri componenti che l'agente li aveva fermati per uno stop rotto. In seguito la banda conclude un affare di droga con un'altra gang russa. Dopo aver incendiato l'ambulanza, in mattinata Reese pedina Cahill: quest'ultimo entra di nascosto nella casa di un agente di Polizia, Tulley, ma poco dopo Finch scopre che Cahill è un poliziotto infiltratosi nella gang di Vargas.
2008, luogo sconosciuto. Reese sta ascoltando dei messaggi in codice in tedesco quando Kera Stanton spegne la radio e pochi secondi dopo Snow entra nell'appartamento: i tre hanno neutralizzato un uomo del governo che voleva vendere dei software americani ai cinesi. I tre sono negli Stati Uniti, e più precisamente nella stessa New York.
Si ritorna al presente. La vera identità di Cahill è quella di Daniel Tulley, divenuto poliziotto nel 2003, e la cui identità è stata ben nascosta dato che anche il numero di previdenza sociale è falso. Cahill s'incontra con il suo contatto nella Polizia: Vargas è solo un contrabbandiere. Cahill vuole arrestare Los, uno dei più pericolosi trafficanti di droga e che non si sa neanche se esista. L'ultima partita di droga consegnata dalla banda di Vargas era per Los. Inoltre Cahill informa il suo contatto sul fatto che nella NYPD c'è un corrotto che protegge Vargas. Alla NYPD, Snow ha un colloquio con la Carter: Reese era riuscito a depistare la CIA con l'aiuto di Fusco, ma Snow, dopo esser andato in Connecticut sulla falsa pista creata da Reese, ha capito che c'è un poliziotto che aiuta l'ex agente CIA. Subito dopo Finch parla con la detective Carter, chiedendogli aiuto per scoprire la talpa di Vargas nella NYPD: solo il contatto di Cahill sa delle sue operazioni sotto copertura, il suo file è formato solamente da documenti cartacei per fare in modo che gli hacker non vi accedano; i fascicoli sono custoditi in casseforti dentro una stanza controllata da un agente della Disciplinare. Solo i contatti hanno la password per accedere alla cassaforte del proprio agente sotto copertura. Contemporaneamente, Reese contatta Fusco per chiedere aiuto anche a lui sul caso Cahill: i poliziotti dell'HR non si fidano più di Fusco, ormai divenuto un agente modello. Durante una nuova operazione della gang, Vargas riceve una chiamata e in seguito procede con l'operazione: lo scambio con altri trafficanti non va come previsto e l'operazione si conclude con il furto della partita di droga da parte della gang e il ferimento del più giovane dei membri della banda di Vargas. Il capo decide di fermarsi in un magazzino prima di andare all'incontro con Los per la consegna: Vargas ha scoperto che nella gang si è infiltrato un poliziotto, ma non sa ancora chi è, quindi si fa consegnare tutti i cellulari e tutte le armi a disposizione dei suoi uomini.
Novembre 2008, New York. Reese arriva in un bar, dove incontra un altro uomo con cui avvia una conversazione, mentre la televisione annuncia che Barack Obama è stato appena eletto presidente degli Stati Uniti d'America. Reese rivela all'uomo di essere nativo di Puyallup, casualmente come la moglie dell'uomo: l'uomo in effetti è Peter, il marito della sua ex compagna, Jessica. Quando Peter va a cercare la moglie, Reese è raggiunto dalla Stanton.
Nonostante i componenti della banda vogliano portare il ferito in ospedale, Vargas è avverso a questa decisione perché vuole stanare definitivamente l'infiltrato. Alla NYPD la Carter intuisce che dietro all'incendio doloso a un ristorante asiatico - lo stesso rapinato dalla banda di Vargas - c'è Reese, di cui Finch ha perso il segnale poiché il telefono è andato distrutto: Finch decide di chiedere aiuto alla Carter per rintracciare Reese tramite una foto. Al magazzino, Cahill tenta di dare un ultimo messaggio alla sua squadra per tentare di prendere Vargas, riuscendo a mandare un messaggio agli agenti tramite il cellulare del ragazzo ferito, l'unico a non esser stato distrutto: l'unità di Cahill parte alla ricerca di un magazzino al porto di Brooklyn. Fusco, sotto suggerimento di Reese, ritorna all'HR, da Simmons: il detective annuncia di voler "ritornare nel giro", motivando il suo ritorno nel tentativo di ottenere una percentuale dal trafficante Vargas. Finch spiega il suo piano per distruggere il fascicolo di Cahill a Fusco. Il detective e la Carter s'incrociano nel piano inferiore della NYPD: qui, Fusco riesce ad entrare nella stanza delle casseforti, ad aprire quella di Cahill dopo aver oscurato la telecamera presente nella stanza e a distruggere il file, seguito sempre da Finch. Nonostante Fusco abbia ancora qualche secondo per fuggire dalla stanza, è sorpreso dalla guardia della Disciplinare che lo arresta: la Disciplinare aveva già indagato in passato sul distretto di Fusco e sui suoi amici corrotti. Durante il colloquio con la guardia per discolparsi, in seguito a una telefonata tra Vargas e la guardia della Disciplinare, Fusco capisce che la guardia è l'informatore di Vargas. Quest'ultimo ha detto al trafficante che l'infiltrato ha contattato gli agenti proprio dal magazzino: Reese spiega che è stato Cahill a mandare il messaggio e dalla breve rissa che ne segue Reese prende il cellulare dalla giacca di Cahill e lo mette nella sua, facendo in modo che Vargas pensi sia lui l'infiltrato. Reese è interrogato da Vargas, ma non rivela nulla. Cahill decide quindi di parlargli: quando Vargas ritorna per finire Reese, Cahill chiede e ottiene che sia lui a ucciderlo e quindi spara a Reese, uccidendolo apparentemente.
Novembre 2008, New York. La Stanton rivela a Reese che l'uomo si chiama Peter, che vive agiatamente. Peter ritorna a parlare con Reese, trovando anche la Stanton, che finge di essere sua moglie. Quando Jessica arriva nel locale, i due sono ormai andati via.
Reese e l'altro membro della banda sono messi in un'auto e la vettura è data alle fiamme: poco prima di incendiare la macchina, Cahill mette una pila nella giacca di Reese, che è ancora vivo. Quando anche il portabagagli sta per bruciare, Reese riesce a uscire dall'auto, trovando Carter davanti a sé. Contattato da Finch, questi rivela a Reese che anche Fusco è in pericolo di vita perché l'informatore di Vargas l'ha scoperto. Allo scambio tra Vargas e Los, Cahill prende il boss della droga in ostaggio, ma si ritrova la pistola di Vargas puntata al collo: in questo stallo messicano, intervengono Reese e la Carter che uccidono tutti tranne Los. Quest'ultimo è arrestato da Cahill: Los è un uomo della CIA, ma nonostante ciò Cahill decide di arrestare ugualmente Los, rischiando sia la vita sia la carriera in polizia. In serata l'informatore di Vargas porta il detective Fusco in un bosco, dove lo ucciderà: quando l'informatore sta per premere il grilletto alle spalle di Fusco, Reese lo uccide, salvando la vita a Fusco. L'unica prova del collegamento tra l'informatore e Vargas è il cellulare dell'informatore, che è distrutto da Reese: diverse telecamere hanno ripreso Fusco e l'informatore uscire dalla NYPD insieme, quindi tutti penseranno che sia stato Fusco a uccidere l'informatore. Per insabbiare il tutto, Fusco dovrà chiedere aiuto all'HR, ritornando nel giro in modo definitivo, perché all'ex agente CIA serve un infiltrato all'interno dell'organizzazione.
Come previsto, Los esce dalla stazione di Polizia in mattinata, dove è accolto dall'agente della CIA Mark Snow. A causa del fallimento di Los, l'agenzia ha perso un giro d'affari di circa $ 30 milioni: Los ordina l'omicidio di Cahill e della Carter, ma Snow opta per l'assassinio dello stesso Los. Infine, Fusco contatta Simmons per liberarsi del cadavere dell'informatore, entrando ufficialmente a far parte dell'HR.
- Principale "persona d'interesse": Daniel Tulley (vittima).
- Flashback: John Reese
- Guest star: Michael Aranov (Daniel Tulley / Michael Cahill), Robert John Burke (Agente Patrick Simmons), Michael Kelly (Agente Mark Snow), José Zúñiga (Neil Vargas), Skipp Sudduth (Detective Byrne), Susan Misner (Jessica Arndt), Reg E. Cathey (Ian Davidson), Jonno Roberts (Peter Arndt), Robin Lord Taylor (Ajax), Jill Paice (Melinda Tulley), Annie Parisse (Kara Stanton).
- Altri interpreti: Michael Berresse (L.O.S. / Ray), Michael Laurence (Hollister), Skylar Gaertner (Danny Cahill), Thom Sesma (Mr. Su), Jimmy Palumbo (Detective), Walter Belenky (Operatore), Keith Eric Chappelle (Medico).

## Rischio
- Titolo originale: Risk
- Diretto da: Jeff T. Thomas
- Scritto da: Sean Hennen

### Trama
Finch sta preparando Reese: il nuovo numero di previdenza estratto dalla Macchina è quello di Adam Saunders, prop trader, giovane di talento e vincente di Wall Street. Recentemente Saunders ha subito un'accusa per insider trading. Negli uffici di Wall Street, Saunders e un collega stanno discutendo di una balena (Finch), ovvero di un operatore finanziario e del suo asset trading (Reese), John Rooney. Al momento, Saunders gestisce solo i soldi di Zimm e di Sydney Baylor, la sua principale. Mentre Reese parla con Saunders, Finch lo spia da un edificio adiacente. Finch vuole muovere poco più di $ 150 milioni, senza investirli in TIPS (Treasury Inflation Protected Security; un tipo di obbligazione garantita), in bond o in fondi a breve termine. Pochi secondi dopo, Saunders è chiamato da un collega: in televisione si sta trattando del caso Virtanen Farmaceutici, dove l'ex amministratore Robert Keller, è accusato l'omicidio. Reese conosce bene il caso, avendo contribuito al fallimento di Keller e svelando la sua complicità nell'omicidio di una impiegata dell'azienda, Dana Miller. L'unico modo per evitare l'amministrazione controllata, e quindi il fallimento della compagnia, è ottenere l'assoluzione per tutti i capi d'accusa nei confronti di Keller. Nel dicembre 2012 i titoli della Virtanen valevano circa 18 dollari l'uno e nel gennaio successivo calano a 14,26 dollari. Poco dopo, si scopre che Saunders ha venduto 100 milioni di dollari allo scoperto in titoli della Virtanen, attirandosi le attenzioni dei colleghi e della Baylor: il rischio preso da Saunders è in effetti elevato, poiché se i titoli dovessero aumentare di valore avrebbe perso centinaia di milioni di dollari, viceversa se i titoli dovessero scendere di prezzo, ci guadagnerebbe. Con un verdetto favorevole (Keller è giudicato colpevole di tutte le accuse), i titoli della Virtanen calano sotto i 10,00 dollari l'uno quindi Saunders ci ha guadagnato. Dopo essersi congedato da Saunders, Reese scopre che il cellulare del trader non è stato clonato: secondo Finch ciò è successo perché anche qualcun altro aveva tentato di clonare il cellulare di Saunders. Quest'ultimo sapeva che la Virtanen non aveva un prodotto da lanciare sul mercato, dopo aver spesso tutti i soldi nella difesa di Keller, quindi Saunders aveva sfruttato le informazioni ottenute per guadagnare diversi soldi. Mentre Reese tiene impegnato il trader, Finch s'infiltra nella sua abitazione.
Pedinando Saunders, l'ex agente della CIA scopre che ha una relazione con la Baylor, la sua principale. Non essendo tornato a casa propria, Finch è potuto restare nell'abitazione di Saunders, riuscendo a trovare diverse informazioni: dopo aver perso la madre nell'infanzia, è stato cresciuto dallo zio, Robert Sowoski. Alla Baylor Zimm è stato assunto dalla Baylor stessa. Sei mesi prima l'autorità di controllo fece un'indagine su Saunders. Finch chiede l'aiuto della Carter su Saunders, mentre Reese continua a tenere d'occhio Saunders: il trader è continuamente braccato da Dag Rasmussen, dell'autorità di controllo. Grazie alla Carter, Finch scopre che Rasmussen sei mesi prima avviò un'indagine per insider trading nei confronti dei vertici della Baylor Zimm: inizialmente citato come testimone, Saunders mentì proteggendo la Baylor e le accuse caddero. Costantemente controllato da Reese, Saunders si reca in una paninoteca del Queens, gestita dal suo tutore, Robert Sowoski, che è anche un cliente della Baylor Zimm. Su consiglio di Saunders, Sowoski ha investito nella Tritak Energy, una MLP (Master Limited Partnership) apparentemente sicura. Nel frattempo un broker ha depositato l'investimento di Finch nella Baylor Zimm, sotto il falso nome di Harold Crane. Saunders torna negli uffici di Wall Street per parlare della Tritak: la Baylor Zimm ha investito molto sulla Tritak.
Reese decide di giocare a carte scoperte, rivelando che sta spiando Saunders: mentre si stanno dirigendo con una Porsche alla Baylor Zimm, qualcuno tende un agguato a Saunders e Reese, che riescono comunque a evitare. La Carter è mandata sul luogo dell'incidente. Finch si presenta da Sowoski fingendosi un membro dell'autorità di controllo, nel frattempo Rasmussen raggiunge Saunders per parlare della Tritak: il trader comincia a parlare, annunciando di avere dei dati nel suo portatile. Invitato a incontrarsi sul tetto dell'edificio dalla Baylor, qualcuno aggredisce Saunders che è salvato provvidenzialmente da Reese: solo la Baylor sa del caso Tritak e, raggiunta la donna nel suo appartamento, Saunders e Reese la trovano uccisa. La Carter è chiamata sulla scena del crimine: Saunders è il principale sospettato, poiché le sue impronte sono su tutta la casa, oltre che sull'arma del delitto. Reese decide di portare Saunders in un accampamento di senzatetto. Il trader indirizza Reese da Victor, il broker senior che gestisce i risparmi degli investitori della Tritak. In serata, una mozione autorizza la fratturazione idraulica degli scisti dai quali ricavare il gas naturale nello stato di New York, rendendo di fatto inutile l'utilizzo del gasdotto che partiva dalla Louisiana e sul quale si basava interamente la Tritak. Quotata al NASDAQ, da un valore di 48,4 dollari a titolo la Tritak scende fino ad arrivare al valore di 9 dollari a titolo nel giorno successivo alla mozione. Reese va a parlare con Victor e in seguito è chiamato da Saunders: dal crollo della Tritak la Baylor Zimm ne uscirà fallendo e ci solo una sola persona, costretta a ricomprare i titoli della Tritak, guadagnerà milioni. In seguito Saunders discute anche con lo zio, Sowoski. Finch, entrato nel sistema della Baylor Zimm, raggiunge Paul Ashton, colui che guadagnerà milioni dal fallimento della Tritak. Ritornato a parlare con Saunders, Reese capisce che Ashton ha avuto un alleato all'autorità di controllo, Rasmussen. In serata, il valore dei titoli scende a quota 4 dollari. Successivamente, un commando armato assalta l'edificio in cui si sono rifugiati Saunders e Reese, che riesce a sventare l'assalto. In mattinata la Tritak scende sotto i 4 dollari: Ashton decide di andare a riscuotere i soldi, avendo a disposizione ordini d'acquisto per 4 milioni di azioni della Tritak. A quel punto però, Victor informa il collega che qualcuno ha comprato così tante azioni da far risalire il valore dei titoli del 50%, raggiungendo la quota di maggioranza della società e risalendo fino a quota 20 dollari a titolo. Ashton chiama Rasmussen perché ormai hanno perso tutti i soldi: dopo aver contattato Harold Crane (Finch), l'azionista di maggioranza della Tritak, Crane fa parlare Ashton con il suo banker, ovvero Saunders. Ashton e Rasmussen sono arrestati, quindi Saunders riesce a restituire tutti i soldi a Sowoski. Decide inoltre di acquistare la residenza dei senzatetto.
Alla NYPD, la Carter scopre che alla stazione di Polizia è arrivato solo Ashton. Rasmussen è trovato morto suicida nella sua casa nel Queens, ma in realtà era stato arrestato. Riguardando le immagini dell'arresto, un poliziotto getta un cellulare in un cestino e guarda nella telecamera: l'agente è il braccio destro di Elias, c'era infatti lui dietro tutto. Dopo aver recuperato il cellulare, la Carter s'incontra con Reese e chiamando al numero presente sul telefono risponde Elias.
- Principale "persona d'interesse": Adam Saunders (vittima).
- Guest star: Matt Lauria (Adam Saunders), John Scurti (Bob Sowosky), Noelle Beck (Sidney Baylor), Deirdre O'Connell (Joan), Austin Lysy (Victor), David Furr (Paul Ashton), Scott Cohen (Ispettore Doug Rasmussen).
- Altri interpreti: Mike Houston (Agente Fordes), Bhavesh Patel (CSI operatore), Charles Socarides (Broker), Vladimir Versailles (Postino), Carolina Bermudez (Reporter).
- Non accreditati: Enrico Colantoni (Carl Elias), David Valcin (Scarface).

## La piccola Leila
- Titolo originale: Baby Blue
- Diretto da: Larry Teng
- Scritto da: Patrick Harbinson

### Trama
L'episodio si inizia con due scagnozzi di Elias che parlano tra di loro: l'argomento è l'uscita imminente di Gianni Moretti Sr, il padre dello stesso Elias, dal carcere, ed è proprio quest'ultimo che ha deciso di farlo uscire di galera. All'uscita dalla prigione, Moretti è atteso dalla Carter, che è raggiunta da Reese: la detective è lì per proteggere Moretti, in cambio del modo per incastrare Elias. In questo momento Finch avvisa il collega che la Macchina ha rilasciato un nuovo numero, quello di una certa Leila Smith. All'uscita di galera, la Carter incontra Moretti, che è prelevato dai suoi uomini: il vecchio boss non teme Elias, diffidando delle ammonizioni rivoltegli dalla Carter. Mentre la Carter segue Moretti in auto, Finch riesce ad infiltrarsi nel computer della clinica, scoprendo che Leila Smith è una paziente dell'istituto: fingendo d'essere un dottore, Finch riesce a scoprire che Leila Smith è una neonata di pochi mesi, abbandonata e senza genitori. Notando due uomini che sono venuti a prendere la neonata per trasferirla in un'altra struttura, Finch decide di rapirla. Nel frattempo, la Carter e Reese continuano a seguire la vettura di Moretti: sulla strada c'è stato un incidente ma, nonostante Moretti ordini all'autista di non fermarsi, questi decide di rallentare e la macchina di Moretti è violentemente tamponata da un'altra auto: dal conflitto a fuoco che ne nasce, muoiono i due uomini di Moretti e i tre che hanno tentato l'agguato, scagnozzi di Elias che tentavano di prelevare Moretti. La Carter e Reese decidono di trasferire Moretti in una "casa sicura", dove l'agente Bill Szimansky è a protezione del boss. A questo punto, Finch, ricercato dalla polizia per rapimento, è costretto a chiedere l'aiuto della Carter. Contemporaneamente, Fusco è raggiunto da Patrick Simmons che lo aggiorna sulla situazione su Moretti e gli ordina di scoprire qual è il suo nascondiglio, poiché Fusco è il collega della Carter, che ha organizzato la protezione del criminale. Quando Leila arrivò alla clinica qualcuno donò diversi soldi e da allora le donazioni continuano ogni mese: Finch riesce a risalire al donatore, Adnan Petrosyan, proprietario della Petrosian Construction, alla moglie Nicola e al figlio Bradley. Da una telefonata tra l'infermiera che si prese cura di Leila e la Carter si scopre che la neonata aveva un braccialetto con le iniziali "CC": si risale a Claudia Cruz, un'ex segretaria della Petrosian Construction, licenziatasi 8 mesi fa e morta quattro giorni prima in seguito all'incendio della propria abitazione e il caso è subito archiviato come "incidente". Reese, Finch e la Carter si riuniscono dividendosi i compiti: mentre la detective ritornerà a casa Cruz, Finch andrà dai familiari della Cruz e Reese pedinerà Bradley Petrosian. Pedinando il figlio di Adnan, Reese scopre che, essendo omosessuale, Bradley non può aver avuto rapporti con la Cruz, quindi i sospetti ricadono sul padre. Sulla scena dell'incendio della casa di Claudia Cruz, aiutata da uno specialista, la Carter riesce a scoprire che qualcuno ha tagliato il cavo dell'allarme antincendio e che, poi, ha colpito la Cruz, dando fuoco all'abitazione quando la ragazza era svenuta. Se la Carter riesce a far analizzare l'arma trovata a casa Cruz dalla scientifica potrebbe risalire al killer della segretaria. Finch decide di andare a portare Leila dai nonni materni assieme a Reese: arrivati all'abitazione, Reese è impegnato in un conflitto a fuoco, mentre Finch, rimasto in auto, è malmenato dai alcuni uomini, che riescono a prelevare Leila. Reese si dirige alla villa dei Petrosian, dove interroga Adnan: un messaggio da parte della Carter lo avverte che, in realtà, è Nicole Petrosian ad aver organizzato l'omicidio della Cruz e il rapimento di Leila. Reese va in un bar frequentato dagli slavi responsabili del rapimento di Leila, ma non riesce a scoprire nulla. L'ultima speranza di Reese è quella di affidarsi a Elias: accordandosi con il mafioso, Reese riesce a scoprire il luogo dove avverrà lo scambio tra gli slavi e i messicani che porteranno via Leila. Reese riesce a sopraffare sia gli slavi sia i messicani, riprendendosi la bambina, ma è fermato dagli uomini di Elias e messo in un camion-frigorifero assieme alla piccola: il boss vuole sapere dall'ex agente della CIA dove si nasconde Moretti ma, inizialmente, Reese si rifiuta di rispondergli. Alla NYPD Fusco è nuovamente raggiunto da Simmons: nonostante Fusco abbia scoperto dove si nasconde Moretti, decide di non tradire la Carter e a Simmons non rivela nulla. Nel frattempo, all'interno del camion-frigorifero Reese e la piccola Leila stanno cominciando a congelarsi. Dopo aver avvisato la Carter, Finch raggiunge il luogo nel quale c'è stato l'ultimo segnale del cellulare di Reese, ovvero il luogo dell'incontro tra gli slavi e i messicani, trovando solo cadaveri. Dopo alcuni minuti, Reese si arrende, rivelando a Elias dove si nasconde Moretti: Finch riesce a raggiungere Reese, che parte verso la casa dove è nascosto Moretti, mentre Finch si prende cura della bambina. Reese avvisa la Carter del pericolo imminente e la detective contatta Szimansky, in modo che Moretti si metta in salvo, ma, arrivato all'abitazione, Reese, anticipato dalla Carter, trova Szimansky ferito, mentre Moretti è stato preso dagli uomini di Elias. A questo punto, la detective Carter decide di non voler più aiutare Reese e Finch. Quest'ultimo consegna Leila ai nonni materni e infine, dopo anni, Elias riesce a incontrare nuovamente suo padre, Moretti.
- Principale "persona d'interesse": Leila Smith (vittima).
- Guest star: Enrico Colantoni (Carl Elias), Robert John Burke (Agente Patrick Simmons), Mark Margolis (Gianni Moretti Sr.), Mike McGlone (Detective Bill Szymanski), David Valcin (Scarface), Scott Bryce (Adnan Petrosian), Leslie Silva (Infermiera Mary Abbot), Kate Hodge (Nicola Petrosian), Karl Kenzler (Dr. Marcus Adalian).
- Altri interpreti: Erich Bergen (Bradley Petrosian), Anthony Mangano (Detective Kane), Ray Iannicelli (Rafael Alvarez), Juan Carlos Hernandez (Sammy Cruz), Maria Elena Ramirez (Veda Cruz), Solomon Shiv (Novak), Ray Iannicelli (Milos), Gregory Cook (Oshin), Meghan Grace O'Leary (Sicaria di Elias), Maria-Christina Oliveras (Cassiera), Bret Lada (Fidanzato di Bradley).

## Crisi d'identità
- Titolo originale: Identity Crisis
- Diretto da: Charles Beeson
- Scritto da: Amy Berg

### Trama
Reese raggiunge Finch in Biblioteca poiché è uscito un nuovo numero: quello di Jordan Easter. Dalla conseguente conversazione tra i due si scopre che Finch ha creato anche le reti sociali, perché alla "Macchina" servivano più dati. Reese tenta di farsi aiutare dal detective Carter, ma la donna è impegnata sulla scena di un omicidio. Mentre Reese si dirige in uno dei due appartamenti di Jordan Easter, Finch va nell'altro: Reese rintraccia Easter Jordan, è un garzone in un bar. Contemporaneamente una donna, tale Jordan Easter, entra nell'appartamento nel quale Finch si è infiltrato: quest'ultimo riesce a fuggire dalla casa grazie a Reese, che fa scattare l'impianto antincendio. Mentre Reese pedina l'uomo, Finch segue la donna: non potendo ottenere l'aiuto della Carter, Reese decide di riparare su Fusco, che dice alla Carter di aiutare un amico alla narcotici. Poco dopo la Carter è raggiunto dall'agente speciale dell'FBI Donnelly: il Bureau ha infatti un fascicolo su Reese, noto ancora come "l'uomo con la giacca", a nome di "John Doe". Reese ha attirato l'attenzione dell'FBI: è coinvolto in decine di casi irrisolti negli ultimi anni, e in diversi a New York negli ultimi sei mesi (Donnelly cita rapine in banca che coinvolgono ex militari, l'uccisione di un agente della Stasi, ferimento di spacciatori, gangster e agenti di polizia, oltre ad aver assalito i colleghi di Donnelly prelevando un sospetto). Leggendo il rapporto della Carter su Reese, Donnelly apprende anche che, come ipotizza la Carter, l'"uomo con la giacca" potrebbe essere un ex militare. Reese raggiunge un terzo appartamento affittato da uno dei due Jordan Easter: la casa è un laboratorio di MDMA, Reese stordisce un ragazzo e piazza una telecamera nell'abitazione. Uno dei due Jordan Easter è un trafficante di Ecstasy. Quando Finch perde la sua Jordan Easter, riesce a ritrovarla in una libreria dove Finch è sorpreso con The Trial di Franz Kafka: poco dopo, in seguito alla chiamata di Reese, il miliardario perde nuovamente la donna, ritrovandola ancora per strada mentre è seguita da due uomini. Finch decide di salvare la donna e portarla al sicuro: a Jordan Easter, Finch si presenta come Harold Crow, un investigatore privato.
Parlando con il detective Franklin, Fusco riesce a risalire a Kyle Morrison, un detenuto accusato d'aver prodotto a scopo di spaccio di MDMA e che si era difeso dicendo che gli aveva rubato l'identità. Mentre Jordan Easter segue la produzione di MDMA, Fusco va a trovare Morrison. Finch segue Jordan Easter nel suo appartamento, ma Finch viene drogato con un drink alterato dalla donna. Parlando con Morrison, Fusco scopre che è la donna ad aver rubato l'identità di Jordan Easter e ad aver a che fare anche con Morrison. Mentre Reese salva il garzone, che si è finto un narcotrafficante, riuscendo inizialmente a ingannare i suoi due complici, Finch, drogato dalla donna, le rivela dove si trova Reese, ovvero nel laboratorio di MDMA. Reese chiede a Fusco di andare a prelevare Finch.
Donnelly riceve la Carter: secondo l'agente dell'FBI, Reese era un ex agente della CIA che oggi lavora per Elias. L'ipotesi è plausibile anche perché Reese eliminò una squadra di russi incaricata di uccidere Elias a Brighton Beach. Fusco trova Finch ancora sotto gli effetti della droga e lo porta fuori dall'abitazione, mentre Jordan Easter trova Reese e il garzone, ordinando ai suoi uomini di uccidere entrambi: Reese neutralizza i due e torna sulle tracce della donna. Quest'ultima, mentre si stava facendo dare una nuova identità dal suo commercialista, è arrestata dalla polizia di New York come Tara Verlander. Infine, Fusco riesce a far scarcerare Kyle Morrison.
In serata, Finch, ancora sotto gli effetti della droga, è portato alla Biblioteca da Reese. Reese potrebbe avere da Finch tutte le risposte che sta cercando da lui, ma decide di non approfittare del suo stato e di non fargli alcuna domanda. Infine, Finch saluta Reese scambiandolo per il suo ex socio Nathan Ingram.
- Principale "persona d'interesse": Tara Verlander (carnefice).
- Guest star: Sarah Winter (Tara Verlander / Jordan Hester), Rhys Coiro (Jordan Hester), Seth Gilliam (Detective Desmond Franklin), Christopher Denham (Kyle Morrison), Brennan Brown (Agente Nicholas Donnelly), Al Sapienza (Detective Raymond Terney).
- Altri interpreti: Rafael Sardina (Jekyll), Johnny Hopkins (Hyde), Omer Barnea (Joseph), Mark Zimmerman (Richard Eckhart), Mariann Mayberry (Maggie), Ron McClary (Guardia giurata).

## I capifamiglia
- Titolo originale: Flesh and Blood
- Diretto da: Stephen Semel
- Scritto da: Amanda Segel

### Trama
L'episodio si inizia con un incipit di Elias, che riflette sull'assassinio della madre da parte di Moretti. Subito dopo, la detective Carter porta a scuola suo figlio, Taylor. Nel frattempo, Elias decide di iniziare la guerra tra bande contro le altre famiglie. La "Macchina" segnala cinque numeri, quelli di cinque capi famiglia: Caparelli, Zambrano, Grifoni, Basile e Gianni Moretti Jr. e la minaccia per loro è proprio Elias. I cinque si incontrano una volta al mese in una stanza privata di un club, ma Finch riesce a sentire lo stesso la loro discussione: mentre per Jr. Elias è una minaccia, per gli altri boss Elias è una fonte di guadagno e quindi non sarà toccato. Mentre alla NYPD studiano il da farsi, Elias comunica a Moretti Sr. che sta per unire le famiglie e prendere il controllo della mafia. Fusco s'incontra con Simmons: l'HR sta cercando l'"uomo con la giacca" per trovarlo prima dei federali e inoltre sta dando una mano a Elias per far fuori il resto del crimine organizzato. Reese cerca di aiutare Caparelli, ma il boss rifiuta, sale nella sua auto e poco dopo la macchina esplode, uccidendo il boss sotto gli occhi di Reese, di alcuni passanti e dello scagnozzo di Elias, che fugge in auto subito dopo l'esplosione.
Un flashback ci riporta al 1981, a New York. Elias, adolescente, sta con la madre adottiva. Non sa ancora chi sia suo padre e che in realtà è stato lui ad uccidere sua madre.
Si ritorna al presente. Reese chiama Elias: il boss decide di andare avanti nel suo piano omicida. Nel frattempo la Carter decide di offrire protezione agli altri capi mafia, non sapendo che Elias ha intenzione di ucciderli tutti e non sapendo che l'HR sta aiutando Elias. La Carter s'incontra con Don Basile, portando con sé un paio di volanti: al rientro dal vicolo le volanti e gli agenti sono spariti, mentre un sicario uccide Don Basile e ferisce l'agente rimasto con la Carter; quest'ultima è salvata da Reese che fredda il killer.
New York, 1991. Elias lavora come scagnozzo per Moretti, arrivando alla famiglia mafiosa grazie a Lou. Nel flashback è presente anche Gianni Moretti Jr.
Ritornati al presente, la Carter s'incontra in un bar con Reese e Finch: la detective comunica ai due che Elias ha prelevato $ 4 milioni per finanziare la sua guerra. Elias sta facendo pedinare le famiglie dell'HR. Radunatisi, i tre capi famiglia rimanenti (Zambrano, Grifoni e Moretti Jr.) vengono rapiti da Carter e Fusco e portati in una casa sicura. Elias parla con suo padre, mentre il suo braccio destro lo informa del fatto che la Carter ha prelevato tutti i boss rimanenti: Elias decide allora di chiedere l'aiuto dell'HR. Il figlio della Carter è rapito dagli scagnozzi di Elias, nonostante l'intervento di Reese. Taylor è portato da Elias: il boss chiede alla Carter di consegnargli gli altri capi mafia, ma la detective rifiuta ed è oramai circondata dagli uomini dell'HR. Quando Fusco si allontana, Zambrano ne approfitta per ricordare alla Carter che Fusco è un poliziotto corrotto, che faceva coppia con il detective Stills, l'agente della polizia corrotto e scomparso qualche mese prima. Finch decide di andare a parlare con Simmons: il miliardario decide di avvertire l'agente, facendogli capire che Elias sta tenendo d'occhio le famiglie dell'HR e che è disposto anche a rapire i bambini pur d'arrivare al suo obbiettivo. Contemporaneamente anche Elias raggiunge la casa sicura nella quale si sono rifugiati Fusco, la Carter e i capi mafia e decide di irrompere nell'abitazione.
1991, all'incirca mezzanotte. Due scagnozzi di Moretti portano Elias nei boschi, per ucciderlo: nel frattempo uno dei due gli comunica che fu proprio Moretti ad ordinare a De Luca di uccidere la madre di Elias. Il ragazzo riesce ad uscire vivo dalla situazione, uccidendo i due scagnozzi di Moretti e cominciando a maturare una vendetta nei confronti di quest'ultimo.
Si ritorna al presente. Reese irrompe nel rifugio di Elias e porta in salvo Taylor e Moretti. Intanto, nella casa sicura dove si trova la Carter, Zambrano riesce a sottrarre una pistola a Fusco e la punta contro la Carter e Fusco: Zambrano chiede a Fusco di unirsi a loro, ma il detective decide di sparargli. Elias entra nella casa, ma Carter e Fusco gli puntano le armi contro e il boss si deve arrendere, anche perché Fusco ha chiamato dei rinforzi. La Carter arresta Elias. Alla NYPD si scopre che Elias è nato il 18 agosto 1965. Moretti Jr. si riunisce al padre ed entrambi si siedono in macchina quando un cellulare comincia a squillare: il telefono è dentro una busta assieme a una foto di Marlene Elias, ed è l'ultima telefonata di Elias (dal carcere, grazie a un poliziotto corrotto) al padre, perché poco dopo l'auto esplode uccidendo i due Moretti.
- Principali "persone d'interesse": Caparelli (vittima), Vittorio Zambrano (carnefice), Luciano Grifoni (vittima), Basile (vittima) e Gianni Moretti Jr. (vittima).
- Flashback: Carl Elias.
- Guest star: Enrico Colantoni (Carl Elias), Robert John Burke (Agente Patrick Simmons), Mark Margolis (Gianni Moretti Sr.), Vincent Curatola (Vittorio Zambrano), Paul Schulze (Gianni Moretti Jr.), Tony Darrow (Caparelli), Lola Glaudini (Detective Sherri Lablanca), David Valcin (Scarface), Arthur Nascarella (Basile), John Magaro (Carl a 22 anni).
- Altri interpreti: Kwoade Cross (Taylor Carter), River Alexander Aguirre (Carl a 12 anni), Stephanie DiMaggio (Gloria Recinto), Joe Maruzzo (Sicario 1), Joe Maruzzo (Sicario 2), Anthony Giordano (Gianni Jr. da giovane), Ansel Davis Brasseur (Agente), Ed Setrakian (Luciano Grifoni), Bryan Scott Johnson (Guardia carceraria).

## La legge del più forte
- Titolo originale: Matsya Nyaya
- Diretto da: Kevin Bray
- Scritto da: Ray Utarnachitt

### Trama
L'episodio si apre con un flashback: 2010, siamo a Tétouan, in Marocco, John Reese e Kara Stanton sono impegnati nell'operazione "Red Fort" e la Stanton sta interrogando un prigioniero. Poco dopo Reese riceve una chiamata da Jessica, la sua ex compagna, che non sente da quasi quattro anni e Reese la rassicura dicendole che sta per raggiungerla e di aspettare il suo arrivo.
2012. Reese incontra la Carter in un bar: la detective ribadisce la propria fiducia in Reese e Finch, ma sospetta che Fusco sia un agente corrotto. Mentre la Carter arresta una donna che ha tentato di uccidere il ragazzo che la stava tradendo su segnalazione di Reese, Finch gli comunica che è arrivato un nuovo numero. Alla NYPD Fusco porta un ragazzo nella sala interrogatori: l'HR, rappresentata dall'agente Lynch, vuole la tangente e a Fusco è ordinata la riscossione. Secondo Finch è arrivato il momento di rivelare alla Carter che Fusco è sotto copertura nell'HR per loro, ma Reese è contrario a ciò. Il nuovo numero è Tommy Clay, il fattorino di una portavalori. Reese s'infiltra nell'azienda come guardia del portavalori, lavorando a stretto contatto con Clay. Ad un certo punto l'autista avverte Clay e Reese della presenza di due uomini armati diretti verso di loro, ma Reese scopre che è solo uno scherzo organizzato dall'autista e da Clay stesso. Nel frattempo Finch lo avverte che avverrà una rapina al portavalori, perché una macchina ha seguito il portavalori.
2010, Tétouan. Mark Snow raggiunge la Stanton e Reese e gli dà una nuova missione. Nonostante la replica di Reese, Snow e Alicia Corwin insistono. Il governo pensa che qualcuno all'interno del Pentagono abbia venduto a una compagnia cinese un portatile contenente dei codici sorgente e il portatile deve tornare nelle mani del governo. I due agenti dovranno arrivare a Ordos, una città fantasma della Cina, partendo inizialmente per Pechino; inoltre i due agenti non dovranno portare alcun elemento elettrico e soprattutto nessun cellulare. Quando la Corwin e la Stanton se ne vanno, Snow ordina a Reese di "ritirare" la Stanton, ovvero di eliminarla. Reese decide di chiamare Jessica, ma trova solo la segreteria telefonica.
2012, New York. Al suo secondo giorno, Clay, l'autista e Reese s'incontrano in un locale, dove sono accolti dalla cameriera Ashley: l'autista nota che la ragazza ha un nuovo braccialetto. Mentre Finch sta comunicando con Reese durante il servizio al portavalori, alla penultima fermata questo viene assaltato da un paio di uomini: Reese riesce a uscire dal portavalori capovolto, uccide il primo rapinatore e ferisce alla spalla il secondo, salvando la vita dell'autista, ma subito dopo qualcuno spara a Reese alle spalle e all'autista prima all'addome e poi, sempre sotto gli occhi di Reese, lo finisce; in seguito, Clay aiuta il rapinatore ferito a rialzarsi e fugge con lui.
2010, Ordos, mattinata. Reese e Stanton sono portati a Ordos da una piccola squadra, alla quale consegnano i dispositivi elettronici. Potrebbero trovare scarsa resistenza durante il tragitto e a missione conclusa dovranno segnalare la loro posizione con luci chimiche a infrarossi e un elicottero li preleverà. La squadra ha l'ordine di non aspettare oltre le 72 ore. Arrivati presso un edificio, i due agenti trovano decine di cadaveri crivellati di proiettili.
2012, New York. Mentre l'autista muore in ospedale, Reese è trovato dalla Carter che lo aiuta a uscire. Fusco è raggiunto da Lynch, che gli ordina di ritirare un pacco a Brooklyn. La Carter interroga la moglie di Clay: Tommy ha rubato un bracciale di diamanti, parte di un carico che doveva consegnare ma, a differenza di quello che pensa la Carter, non l'ha regalato alla moglie, bensì ad Ashley, l'amante, che è seguita da Finch. Finch rintraccia Clay in un motel e Reese ci si dirige immediatamente, ma trova solo due cadaveri, quelli dei complici di Clay. A un certo punto un terzo uomo entra nell'appartamento: con sorpresa di Reese si tratta di Fusco (che doveva recuperare il "pacco" a Brooklyn).
2010, Ordos, tarda mattinata. Reese trova un tecnico cinese ancora vivo tra i tanti cadaveri: il tecnico intraprende una conversazione con la Stanton, e secondo lui "sono arrivati e hanno preso la Macchina". Dopo la conversazione, la Stanton uccide il tecnico, mentendo a Reese che gli aveva chiesto cosa aveva detto il cinese. In seguito i due agenti trovano il portatile e lo prelevano.
2012, New York. Fusco doveva vedersi con Clay per Finch dato che l'HR aveva messo a disposizione degli uomini per la rapina e voleva riscuotere. I due uomini morti nel motel sono dell'HR. Fusco torna da Lynch per spiegargli la situazione, ma quest'ultimo non gli crede ed entrambi vanno a cercare Clay. Finch riesce a risalire a Clay, che s'incontrerà con un compratore all'Arturo Boxing Club, quindi il miliardario chiede l'aiuto della Carter, che però è fermata dagli agenti della CIA Snow ed Evans. Snow minaccia la Carter di non parlare con Donnelly riguardo al caso di Reese (la CIA sa già che si tratta di John Reese, ma secondo l'FBI si tratta di un certo John Doe). All'Arturo Boxing Club Reese raggiunge Clay, ma subito dopo Ashley riesce ad arrivare a entrambi, puntando la pistola contro Reese.
2010, Ordos, pomeriggio. Reese e la Stanton sono ormai gli ultimi rimasti vivi nella città fantasma e ragionano sul fatto che la tecnologia li sta ormai sorpassando. Subito dopo Reese si prepara a uccidere la partner.
2012, New York. Reese è legato a una sedia da Clay, mentre Ashley controlla il platino rubato da Clay. Reese capisce che Ashley non vuole scappare con Tommy, ma che vuole ucciderlo per scappare da sola: quando Clay abbassa la guardia, Ashley lo fredda alle spalle. La ragazza sta per uccidere anche Reese, ma decide di fuggire dal club: non riesce nemmeno a uscire dall'edificio che è presto raggiunta e uccisa da Lynch; Fusco controlla che ci sia tutto il platino, mentre Lynch va a malmenare Reese. Quando Lynch sta per uccidere l'ex agente CIA, Fusco spara al collega alle spalle, uccidendolo con l'arma usata da Ashley.
2010, Ordos, sera. La Stanton sta piazzando le luci chimiche e Reese avrebbe la possibilità di ucciderla, ma non preme il grilletto, abbassa la guardia e la Stanton gli spara al petto: la donna gli spiega i motivi del gesto e Reese si mette a ridere perché a lui hanno dato gli stessi ordini ("ritirare" il partner, perché ormai è compromesso). Infatti, secondo Reese, chi li ha mandati a Ordos, non voleva che i due agenti ritirassero il portatile, voleva solamente che andasse distrutto e che tutti quelli che c'erano entrati in contatto fossero eliminati (compresi i tecnici cinesi) e la Stanton, piazzando le luci chimiche, gli ha appena dato la posizione per distruggerlo: mentre Reese riesce a fuggire dal posto, un caccia aggancia il bersaglio e sgancia una bomba che distrugge il complesso. Il destino della Stanton non si conosce.
2012, New York. Snow pensa di essere risalito a Reese da una fonte in Corea del Nord: un gruppo dissidente aiutò uno della CIA ferito a fuggire da una città nei pressi di Ordos nel maggio del 2010, e la fonte indirizza Snow verso un conto che è stato utilizzato in una banca di fronte al Royal Manhattan Hotel e si dà appuntamento lì con l'agente Evans. Entrati in una camera dell'albergo, Evans e Snow trovano nell'appartamento un arsenale; qualcuno uccide alle spalle Evans con una pistola col silenziatore e ferisce a una spalla Snow. Si tratta della Stanton, che quindi è uscita viva da Ordos.
- Principale "persona d'interesse": Tommy Clay (vittima/carnefice).
- Flashback: John Reese.
- Guest star: Pablo Schreiber (Tommy Clay), Michael Kelly (Agente Mark Snow), Lenny Venito (Murray Langston), Elizabeth Marvel (Alicia Corwin), Michael Mullheren (Capitano Artie Lynch), Virginia Kull (Ashley), Susan Misner (Jessica Arndt), Annie Parisse (Kara Stanton).
- Altri interpreti: Gretchen Hall (Joyce Clay), Darien Sills-Evans (Agente Tyrell Evans), Sean McCarthy (Lee Fusco), John Rue (Detective della rapina), Laurence Mason (Dottore), Briana Carlson-Goodman (Dorie Mills), Gerardo Rodriguez (Spacciatore), Terry Schappert (Leader del gruppo), Tony Cheng (Vittima di Ordos).

## Il rischio dei ricordi
- Titolo originale: Many Happy Returns
- Diretto da: Frederick E. O. Toye
- Scritto da: Erik Mountain e Jonathan Nolan (soggetto); Erik Mountain (sceneggiatura)

### Trama
L'episodio si inizia con diversi ricordi/flashback, come il primo della serie: i flashback sono del 2001, 2006 e 2010 nelle scene in Messico, nell'aeroporto, a Tétouan e quella in cui la Stanton spara a Reese a Ordos. Febbraio 2011: Reese rivive questi momenti su un autobus, dove c'è anche un ragazzino che, notata la macchia di sangue sulla camicia dell'uomo, gli chiede se stia bene e l'ormai ex agente CIA gli risponde che crede d'aver perso il suo lavoro. L'autista del pullman annuncia che la prossima fermata è New Rochelle: Reese si sta infatti dirigendo a casa di Jessica.
2012, New York. Reese anticipa Finch alla Biblioteca ma, nonostante lo scetticismo di Reese, il miliardario gli dice che oggi non è arrivato alcun numero. Oggi, inoltre, è il compleanno di Reese: quando quest'ultimo esce dalla stanza, Finch ritorna in postazione e si scopre che in realtà è uscito un nuovo numero, quello di Karen Garner. Reese nel frattempo, sta giocando con un vecchio cinese visibilmente cieco: il regalo di Finch a Reese è una chiave. Alla NYPD, Donnelly raggiunge la Carter: l'FBI indaga su una banda di criminali arrestati due mesi prima, il capo dell'organizzazione sembrava essere invischiato con la CIA e secondo Donnelly è riuscito a scappare (in realtà poco dopo la sua scarcerazione è stato ucciso dai suoi stessi colleghi su ordine di Snow). Secondo Donnelly, l'"uomo con la giacca" lavorava per quella banda, dato che il suo DNA è stato rinvenuto nel bagagliaio di un'auto bruciata, trovando un riscontro in un caso di omicidio avvenuto a New Rochelle, quello di Peter Arndt (il compagno di Jessica). Arndt era un costruttore pieno di debiti e secondo l'ipotesi di Donnelly, qualcuno potrebbe aver assoldato Reese per ucciderlo. Finch incontra la Carter in un locale: la detective lo aggiorna riguardo a Donnelly, che è risalito fino al caso di New Rochelle, mentre il miliardario è lì per seguire da vicino il suo numero, Karen Garner.
Nel febbraio del 2011, Reese si reca in un ospedale di New York per cercare Jessica Arndt, un'infermiera: da una collega, Reese viene a sapere che circa due mesi prima Jessica è morta in un incidente d'auto. In quel frangente, mentre Reese sta uscendo dall'ospedale, si scontra con un uomo che è in sedia a rotelle e che gli dice "scusi".
2012, New York. Non potendo avere l'aiuto della Carter, Finch ripara su Fusco: mentre secondo il primo la donna sta scappando, secondo l'agente la donna si sta semplicemente nascondendo. Finch consiglia a Fusco di non parlare del caso con Reese, tenuto all'oscuro dall'inizio. La detective Carter arriva a casa Arndt, a New Rochelle, dov'è attesa da Donnelly: la detective scopre che Arndt era sposato e che la moglie era morta due mesi prima in un incidente stradale. Finch mette il detective Fusco sulle tracce della donna, ma il detective si fa seminare e così Finch decide d'agire in prima persona, andando a chiedere informazioni al bar nel quale lavora. Fuori dal locale, Finch è raggiunto da Brad Jennings, un Marshall che sta cercando la Garner, il cui vero nome è Sarah Atkins. Messo alle strette, Finch è salvato da Reese, che si presenta al Marshall come il detective Stills, dicendo che Finch è in realtà un suo informatore. Finch decide di spiegare perché ha tenuto Reese subito fuori dai giochi: mentre stava progettando la "Macchina", Finch vedeva arrivare sempre gli stessi numeri di donne, in modo frequente, e all'inizio non capiva come potevano essere in pericolo così spesso, ma dopo capì che quelle donne vivevano con la persona che poi le avrebbe uccise (e sottinteso, però tra questi numeri spiccava anche quello di Jessica Arndt). Entrata in casa, la Garner scopre che Reese si trova nell'appartamento: la donna gli punta una pistola e così Reese le spiega la situazione. Finch scopre che il vero nome di Sarah Atkins è Sarah Jennings e che quindi il Marshall è il marito che la perseguita. La Carter va a parlare con i detective di New Rochelle, scoprendo che l'incidente d'auto di Arndt è avvenuto in mezzo ai boschi e che lui ha sterzato per evitare un cervo, andando a finire contro un albero e provocando la morte della moglie.
Febbraio 2011, New Rochelle, mattina. Reese aspetta che Peter Arndt, ancora infortunato a una gamba a causa dell'incidente d'auto di due mesi prima, esca di casa per entrarci illegalmente. L'ultima chiamata di Jessica a Reese diviene poi anche la causa della sua morte.
2012, New Rochelle. La Carter si dirige all'obitorio per studiare meglio il caso Arndt: Jessica ha una frattura al polso, quasi sicuramente avuta in precedenza all'incidente, inoltre vi è un forte trauma alla testa e al collo. Grazie a dei flashback si scopre che Jessica è morta a causa di un incidente domestico avvenuto per colpa di Peter, che poi ha messo in scena l'incidente nei boschi. A New York, Reese minaccia di morte il Marshall Jennings, mentre Sarah scappa da casa propria e si dirige alla stazione dei treni dove chiede un biglietto di sola andata per New Haven che non le viene concesso. Karen Garner è arrestata dai Marshall. Reese decide di prendere di petto il caso e d'andare da solo a trovare Jennings. A New Rochelle, la Carter e Donnelly interrogano la madre di Jessica, quando a un certo punto Donnelly deve tornare a New York, poiché qualcuno (Reese) ha aggredito quattro agenti della Marshall. La detective Carter è costretta a continuare la conversazione da sola con la madre di Jessica: secondo la detective Peter Arndt ha ucciso Jessica e insabbiato tutto, ma la Carter non riesce ancora a comprendere il legame di questo caso con Reese. Continuando a parlare con la madre di Jessica, la Carter riesce a scoprire che Jessica aveva avuto una relazione con un militare prima di quella con Arndt: la Carter trova una foto di Jessica assieme al militare che infatti, è proprio Reese.
Febbraio 2011, New Rochelle. Reese guarda il filmato di una festa dove Peter sta rimproverando Jessica, intervallato dal flashback dall'aeroporto in cui Reese incontra Jessica nel 2006.
2012, New York. Non potendo fermare Reese, Finch decide di chiedere aiuto alla Carter. Jennings si è rifugiato in un motel assieme alla moglie. Quando il Marshall sta per uccidere sua moglie, Reese interviene e salva la donna, pestando il Marshall. La Carter trova Reese e lo ferma ma lo lascia andare con il Marshall nel bagagliaio.
Febbraio 2011, New Rochelle, sera. Reese ha ormai guardato quel filmato in loop, quando Peter Arndt entra in casa e lo trova seduto mentre guarda il filmato. Poco dopo Reese si alza e lo uccide.
2012, New York. La mattina seguente, Reese capisce che quello di Jessica era uno di quei numeri che arrivavano in continuazione, ma né Reese né Finch avrebbero potuto fare qualcosa per salvarla. Finch dà al collega il suo bigliettino da visita, quello dell'Universal Heritage Insurance, la compagnia di assicurazioni nella quale Finch lavora sotto il falso nome di Harold Wren. Alla NYPD, la Carter decide di triturare il file su Reese e le prove del caso di New Rochelle, tenendo solamente la foto di Jessica con Reese. Inoltre, Reese ha portato Jennings in un penitenziario in Messico. La chiave che Finch ha regalato a Reese apre la porta di una vasta abitazione che si affaccia sul parco dove lui passa spesso le giornate.
Febbraio 2011, New York. Si ritorna alla scena nella quale la collega di Jessica informa Reese della morte della donna. Reese urta contro un uomo che è in sedia a rotelle e che gli dice "scusi": quest'ultimo si gira verso Reese e si scopre essere Finch che, aprendo un fascicolo con all'interno i numeri di Reese, di Jessica e di Peter, aggiunge "mi dispiace molto".
- Principale "persona d'interesse": Sarah Jennings (vittima).
- Flashback: John Reese e Harold Finch.
- Guest star: Dagmara Domińczyk (Sarah Jennings), Jeremy Davidson (Marshal Brad Jennings), Judith Ivey (Sharon), Susan Misner (Jessica Arndt), Jonno Roberts (Peter Arndt), Brennan Brown (Agente Nicholas Donnelly), Fred Applegate (Medico legale), Kelly Coffield Park (Detective Marianne Nichols).
- Altri interpreti: Randall Duk Kim (Mr. Han), Samira Wiley (Infermiera), Roe Hartrampf (Barista).

## Niente buone azioni
- Titolo originale: No Good Deed
- Diretto da: Stephen Williams
- Scritto da: David Slack

### Trama
L'episodio si inizia con un flashback. 2009, New York. Nathan Ingram raggiunge Finch in una stanza nella quale sono conservati i server della "Macchina" la sera prima che questa venga ceduta definitivamente al governo.
2012, New York. Mentre Reese sta pedinando Finch, Fusco lo chiama, avvisandolo del fatto che sta per incontrare il capo dell'HR; inoltre, Fusco ha pedinato Finch per settimane non riuscendo a scoprire nemmeno dove abita. Finita la telefonata con Reese, si nota la Carter che fissa Fusco e ha con sé un fascicolo che riguarda degli agenti corrotti e facenti parte dell'HR, tra gli altri ci sono i deceduti Ian Davidson (ucciso da Reese) e Artie Lynch (ucciso da Fusco stesso). Finch compra un giornale, riceve un messaggio e subito dopo va a rispondere a una cabina telefonica che non aveva squillato. Dopo aver posato la cornetta, telefona a Reese, dicendogli che hanno ricevuto un nuovo numero. Nonostante ciò, Reese è ancora incerto su come Finch riceva i numeri dalla "Macchina" e si avvicina alla cornetta per capire come abbia fatto il miliardario a ricevere il numero. Il nuovo numero è Henry Peck, un analista finanziario. Reese vuole vederci chiaro e chiede direttamente a Finch come abbia ricevuto il numero di Peck, ma il miliardario non gli dà alcuna informazione e nel caso dovesse succedere qualcosa a Finch, quest'ultimo ha già un piano d'emergenza per far continuare il lavoro a Reese. Non riuscendo a seguire Peck e non riuscendo a violare il firewall della società di Peck, Reese decide di mettergli una cimice nella giacca. Entrato nella società, Reese è fermato dalla segretaria ed è costretto a lasciare l'edificio: la società è in realtà una "SCIF" (in inglese "Sensitive Compartmented Information Facility", in italiano "Struttura Compartimentata d'Informativa Sensibile"), un'installazione del governo usata per proteggere dati riservati e Peck è una specie di spia. Rientrato a casa, Peck è sorpreso da un paio di agenti della NYPD che, aiutati da un vicino, scoprono delle dosi di sali di anfetamina superiori alla norma e lo arrestano. Finch e Reese scoprono che qualcun altro sta ascoltando la conversazione tra i poliziotti e Peck, Reese prova a raggiungerlo, ma l'uomo riesce a fuggire. Rientrato alla Biblioteca, Reese cerca ancora di scoprire come Finch ottenga i numeri dalla "Macchina" e nel frattempo parla anche con la Carter: Reese scopre che sotto al bicchiere di tè verde che Finch prende tutti i giorni vi è una serie di numeri e li segna su un post it, mentre la Carter informa Reese del fatto che Peck ha contestato una multa con una memoria difensiva di 78 pagine. Finch scopre che la droga è stata messa a casa Peck dall'uomo che seguiva Reese e che quindi è stato incastrato. Scarcerato e ritornato all'NSA, Peck è presto licenziato a causa dei suoi "problemi di droga" e del suo arresto. Peck cerca di parlare con Tedd Gibbons, il vice-direttore dell'NSA. Reese segue Peck, scoprendo che qualcuno è entrato a casa sua: durante una colluttazione, Reese scopre chi lo vuole morto è il governo. Peck riesce a contattare Gibbons, tentando di spiegare le sue ragioni: tre settimane prima, grazie a Peck fu arrestato un certo Carson, per il quale fu fermato un attacco terroristico, ma Peck non ha mai sentito nominare Carson e inoltre non ha messo quel nome nel suo rapporto, spiegando a Gibbons che qualcuno vuole incastrarlo, ma il vice-direttore dell'NSA gli intima di non richiamarlo più. A telefonata conclusa Finch ha capito perché il governo vuole Peck morto: l'analista faceva domande sulla "Macchina" senza sapere di cosa si trattasse, per questo il governo lo vuole uccidere.
2009, New York. Alicia Corwin s'incontra con Nathan Ingram per parlare della "Macchina". I server stanno per essere trasferiti in treno dalla Costa Est alla Costa Ovest del paese tramite un treno merci e il carico, tenuto negli ultimi sei vagoni del treno, sarà etichettato come "componenti elettronici da rottamare". L'impianto nel quale stanno per partire i server della "Macchina" è considerato come un luogo sicuro dalla Corwin. In questo momento solo 8 persone al mondo sanno dell'esistenza dalla "Macchina" - inclusi la Corwin e Ingram - come giustamente sostiene Ingram, ma la Corwin lo redarguisce subito: le persone che sono a conoscenza dell'esistenza dalla "Macchina" sono solo sette (Ingram, a differenza della Corwin, include ovviamente l'ideatore, Finch, che la Corwin conosce solamente di vista come un dipendente di Ingram).
2012, New York. Alicia Corwin contatta Peck: la donna, coinvolta nel caso di Peck, non vuole vederlo né parlargli, gli dice solo la parola "sibilance" e gli consiglia di fuggire. Peck ha scoperto della cimice e la buttata via. La squadra incaricata di uccidere Peck è un'unità dell'ISA (Attività d'Intelligence di Supporto in italiano, Intelligence Support Activity in inglese) ed è capeggiata dal Consigliere Speciale ("Special Counsel" in inglese). Peck riesce a introdursi nuovamente nel suo ufficio e Reese lo segue. La squadra per uccidere Peck lo raggiunge, ma Reese riesce a salvarlo; Peck fugge dall'edificio ed esce in strada, dove riesce astutamente a farsi arrestare dalla NYPD con documenti che provano l'esistenza della "Macchina". Reese non può far altro che aggiornare Finch.
2009, New York. Nathan Ingram raggiunge Finch, i server stanno per partire per la Costa Ovest e il loro viaggio durerà dieci giorni. Ingram è preoccupato, perché teme che il governo possa abusare della "Macchina", ma Finch lo tranquillizza, dicendogli che nessuno potrà alterarla mai; ma Ingram sa meglio di chiunque altro che col tempo, qualsiasi sistema può essere compromesso e quindi chiede a Finch di creare un off-switch/una backdoor, anche perché non ci sarà un'altra occasione per costruirla, ma Finch si rifiuta e pochi secondi dopo decide di iniziare il sistema di chiusura totale della "Macchina": la "Macchina" si spegne.
2012, New York. Peck dev'essere portato all'ottavo distretto, dal detective Carter. Nella sala interrogatori della NYPD, Peck comincia a parlare: dal suo ufficio, ha prelevato sei rapporti scritti da lui per l'NSA ai quali corrispondi sei azioni coperte basati sui rapporti stessi, in ogni rapporto di Peck qualcuno aveva messo il nome di un individuo e in ogni occasione quell'individuo era la chiave per fermare un attacco terroristico (Peck non lo sa, ma il "qualcuno" che mette i nomi nei suoi rapporti è la "Macchina"). Sempre secondo Peck, si può essere così precisi solamente utilizzando una rete di sorveglianza su vasca scala e inoltre, Peck, è riuscito a scoprire cos'è "sibilance", ovvero apparentemente una verifica dell'intranet dell'NSA fino a quando non si rilevano dei segnali appena oltre il limite di Shannon: sembrerebbero dei rumori di statico, ma in realtà, secondo Peck, sono dati e qualcuno riesce a rilevare i dati che entrano all'NSA, ma per analizzare quei dati servirebbe un complesso sistema e, guardando la telecamera posta nella sala interrogatori, Peck capisce che qualcuno ha creato questo complesso sistema. Peck continua nel suo monologo: dopo l'11 settembre (2001), il governo voleva un sistema computerizzato, una "Macchina" che poteva vedere qualsiasi cosa per fermare i terroristi e tentarono, ma fallirono tutti, però se Peck ha ragione, qualcuno è riuscito a costruirlo. All'uscita dalla sala interrogatori, Fusco è atteso dalla Carter, mentre Reese s'è introdotto nel distretto indossando l'uniforme di un agente. Prelevato da Reese, i due si dirigono fuori dall'edificio e una volta saliti in auto, Peck decide di chiamare lo Special Counsel, l'ufficio che protegge gli informatori; uno di quelli che sanno della "Macchina" lavora proprio in quell'ufficio. Un membro dell'ISA riesce a fermare la corsa di Reese, ma quando raggiunge la vettura l'ex agente CIA è già fuori dall'auto: Reese inizia una lotta con l'agente dell'ISA, che si conclude con la morte di quest'ultimo. Nel frattempo, Peck è già scappato.
2009, New York. Dopo aver iniziato il sistema di chiusura totale della "Macchina", Ingram torna sui suoi passi iniziando uno startup del sistema. La "Macchina" riconosce Ingram e gli consente di creare una nuova funzione che Ingram nomina "Contingency", la backdoor che voleva creare.
2012, New York. Peck deve aspettare una giornalista per parlare con lei riguardo a quello che gli è capitato e riguardo alla "Macchina", ma Finch anticipa la giornalista e va a parlare con Peck. Prima che Peck gli porga la prima domanda Finch gli risponde "Sì, esiste", riferendosi alla "Macchina". Poco dopo, la "Macchina" riconosce Peck come un "individuo che è conoscenza della Macchina", Finch gli consegna un passaporto e dei biglietti aerei per fuggire in un'altra città; quando Peck gli chiede come faccia a sapere tutto questo, Finch replica "perché io l'ho creata", si alza e se ne va sotto lo sguardo di Peck. Alla NYPD la Carter è aggiornata su Peck: in un incidente nel quale è rimasto coinvolto è rimasto solamente un biglietto con la scritta "sibilance". Reese torna all'inseguimento di Finch e prima trova il posto nel quale prende il suo tè verde e poi pensa di aver trovato anche la sua abitazione, quando vede una pila di giornali che un fattorino ha portato di fronte a una casa: bussando alla porta dell'abitazione, vi trova invece una donna e, presentandosi come il detective Stills, entra in casa, scoprendo che la donna ha un legame con Finch. Per la donna, Harold è morto in un incidente due anni prima. Uscito dalla casa Reese scopre che poco distante, nel parco c'è Finch ad attenderlo. Il miliardario gli spiega il perché non viva assieme a Grace: avendo costruito la "Macchina", chiunque sia in contatto con lui avrebbe potuto essere in pericolo, visto il modo in cui il governo protegge il sistema. Siamo al 10 maggio 2012.
Si ritorna al 9 maggio 2012, New York. Finch sta parlando con Peck. In un tavolino a fianco anche Alicia Corwin sta ascoltando e così facendo scopre che Finch ha creato la "Macchina".
- Principale "persona d'interesse": Henry Peck (vittima).
- Flashback: Harold Finch, Nathan Ingram e Alicia Corwin.
- Guest star: Jacob Pitts (Henry Peck), Brett Cullen (Nathan Ingram), Elizabeth Marvel (Alicia Corwin), Carrie Preston (Grace Hendricks), Jay O. Sanders (Consigliere Speciale), Marc Menchaca (Fox), Al Sapienza (Detective Raymond Terney).
- Altri interpreti: Andrew Weems (Ed Johnson), Kate Bond (Carrie Hale), Kelvin McGrue (Agente 1), Kevin Nagle (Agente 2), Brett Anderson (Venditore).

## Apoteosi finale
- Titolo originale: Firewall
- Diretto da: Richard J. Lewis
- Scritto da: Greg Plageman e Jonathan Nolan

### Trama
La Carter riceve una chiamata da Finch, il quale la avverte che Reese è in pericolo. Quando la detective sta per andare da John, è raggiunta dall'agente FBI Donnelly che la obbliga a seguirlo. In una base operativa del Bureau, Donnelly afferma d'aver individuato l'"uomo con la giacca", inquadrato da una telecamera in compagnia di una donna. Siamo al 17 maggio 2012.
15 maggio 2012, New York, cinque giorni dopo gli eventi narrati precedentemente: la "Macchina" ha estratto il numero di Caroline Turing, una psicologa con una clientela che pretende grande discrezione. Reese la segue, clonando il suo cellulare e mettendo Fusco sulle sue tracce. Lionel, accompagnato da Patrick Simmons, incontra inoltre i vertici dell'HR: alla riunione, costoro chiedono ai due di partecipare a un omicidio su commissione; il bersaglio è proprio la Turing. Fusco avverte Harold, il quale consiglia a John di divenire un cliente della donna presentandosi come John Rooney. Reese prova a recuperare qualche nome dei pazienti della Turing dalla sua agenda, ma trova solo le iniziali dei nominativi. Nel frattempo, Finch chiede alla Carter di indagare sul consigliere comunale del Bronx Seth Larsson, uno degli individui ai vertici dell'HR, nonché coinvolto nel possibile omicidio della psicologa. Caroline e John cominciano a studiarsi: la donna riesce a capire che Reese è un ex militare e che egli sta lavorando per "proteggere le persone, per salvarle". Successivamente, Alicia Corwin segue Harold, riuscendo a scoprire la Biblioteca. Finch chiede anche aiuto a Zoe Morgan per scoprire il mandante dell'omicidio della Turing: i sospetti della Morgan ricadono sull'avvocato Hans Friedrickson, il banchiere Terrance Baxter e il funzionario David Sarkesian. Intanto, Simmons ha studiato il tragitto che la psicologa fa per tornare a casa dal suo studio e ordina ai suoi uomini di eliminarla. Prima che la donna venga trovata e uccisa, Reese interviene per proteggerla e si rifugia con lei in un albergo.
Si ritorna alla scena iniziale: Harold chiede aiuto alla Carter, ma Donnelly la ferma. L'FBI ha trovato un filmato sfocato di John con la Turing, che si crede sia ostaggio dell'ex agente CIA. All'interno della base del Bureau c'è anche Fusco, subito notato dalla Carter. Frattanto, l'HR e l'FBI giungono nell'albergo. John e Caroline sono accerchiati, e Finch lascia il suo nascondiglio sotto gli occhi della Corwin. Tramite Harold, la Carter riesce a salvare Reese e la Turing dall'FBI, mentre la Corwin s'introduce nella Biblioteca, scoprendo la postazione di Finch. Zoe Morgan, nel frattempo, viene a sapere che Friedrickson ha minacciato di morte la psicologa, ma, investigando, la faccendiera scopre che qualcuno lo ha ricattato, dunque non è lui il mandante dell'assassinio. Nell'albergo, la Turing e Reese prendono un ascensore e, giunti al ventiseiesimo piano, vengono circondati dall'HR e dall'FBI, rispettivamente sotto e sopra di loro. Al momento giusto, Finch isola tutte le comunicazioni nella zona di Manhattan dove si trova l'hotel, disorientando le due fazioni avversarie, e i fuggiaschi si dileguano. Joss vede che Lionel si allontana dalla postazione di controllo per comunicare di nascosto con qualcuno al telefono, lo raggiunge e gli punta una pistola contro, accusandolo di aiutare l'HR. Fusco rivela allora alla Carter di lavorare sotto copertura per "l'uomo elegante" e per "un altro tizio": Joss capisce che Lionel si riferisce a John e Harold. Nel frattempo, Reese e la Turing giungono al seminterrato dell'albergo: l'ex militare ruba delle armi e un detonatore da un'auto appartenente agli agenti corrotti, ingaggia un conflitto a fuoco contro di loro, e manda la psicologa da Finch, che la sta aspettando presso un impianto di trattamento delle acque reflue. Harold è, però, sorpreso da Alicia Corwin, la quale ha compreso che il milionario è il creatore della Macchina e vuole che egli la aiuti a distruggerla. Intanto, i detective Fusco e Carter arrivano ad aiutare Reese, facendo scappare l'HR, mentre la Morgan cerca di entrare nello studio di Caroline Turing.
John, Joss e Lionel inseguono il veicolo con cui i poliziotti deviati stanno fuggendo, e l'ex militare lo fa saltare con il detonatore preso poco prima. La Morgan, invece, introdottasi nell'ufficio della Turing, prova ad accedere al suo computer, ma questo comincia a resettarsi. Nel frattempo, Finch accusa Alicia d'aver assoldato l'HR per uccidere la Turing e trovarlo stesso, ma la Corwin è sorpresa dall'accusa e si dichiara estranea alla vicenda. All'improvviso, arriva la Turing che uccide la donna con un colpo in testa ed entra nell'auto di Harold. La falsa psicologa si presenta a Finch come Root, l'hacker che l'uomo aveva precedentemente affrontato e sconfitto. Contemporaneamente, la Morgan aggiorna Reese: la finta psicologa ha ingannato tutti, ha pagato l'HR perché la uccidesse e ha costretto Friedrickson a minacciarla. John capisce allora di essere stato vittima di una macchinazione, il cui obiettivo era il rapimento di Harold. In seguito, Fusco e la Carter fanno arrestare da Donnelly il detective Sagan, l'uomo che guidava l'HR da dentro la base dell'FBI. John, invece, si rivolge disperatamente alla Macchina, tramite una telecamera pubblica, chiedendole di aiutarlo a ritrovare Finch; il sistema informatico capisce che "il proseguimento dell'operazione è compromesso", e, improvvisamente, un telefono pubblico vicino all'ex agente inizia a squillare: Reese si avvicina all'apparecchio e alza la cornetta.
- Principale "persona d'interesse": Root (vittima/carnefice).
- Flashback: policentrico.
- Guest star: Paige Turco (Zoe Morgan), Robert John Burke (Agente Patrick Simmons), Amy Acker (Root / Caroline Turing), Brennan Brown (Agente Nicholas Donnelly), Elizabeth Marvel (Alicia Corwin), Anthony DeSando (Hans Friedrickson), Aaron Lazar (Terrance Baxter), Wayne Duvall (Seth Larsson), Jason Kolotouros (Jablonsky), Johnny Wu (Operatore).
- Altri interpreti: John Bolger (Sam Romano), P.J. Benjamin (Peter Lewis), James Michael Reilly (Detective Sagan), P.J. Sosko (Lulick), Lesley Shires (Assistente dell'hotel).